# 7. Januar
Der 7. Januar (auch 7. Jänner) ist der 7. Tag des gregorianischen Kalenders, somit bleiben 358 Tage (in Schaltjahren 359 Tage) bis zum Jahresende.

## Ereignisse

### Politik und Weltgeschehen

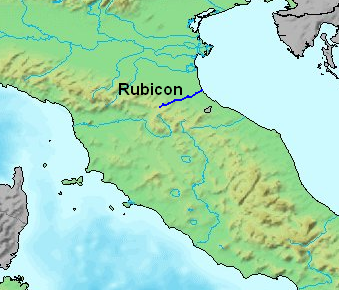
49 v. Chr.: der Rubikon

- 49 v. Chr.: Der Römische Senat lehnt Gaius Iulius Caesars Vorschlag einer gleichzeitigen Entlassung seines Heeres und des von Gnaeus Pompeius Magnus ab und beauftragt Pompeius mit der Verteidigung Roms gegen den am Rubikon lagernden Caesar.
- 0684: K’inich Kan Bahlam II. besteigt als Nachfolger seines im Vorjahr verstorbenen Vaters K'inich Janaab Pakal I. den Thron von Palenque. Er führt die intensive Bautätigkeit in der Maya-Stadt fort.
- 1078: Nikephoros III. Botaneiates wird zum Kaiser des Byzantinischen Reiches proklamiert.
- 1131: Knud Lavard, der Herzog zu Schleswig, wird als potentieller Rivale um den dänischen Thron bei einer Zusammenkunft mit Magnus dem Starken, dem Sohn König Niels, nahe Ringsted erschlagen.
- 1325: Nach dem Tod seines Vaters Dionysius wird Alfons IV. König von Portugal.

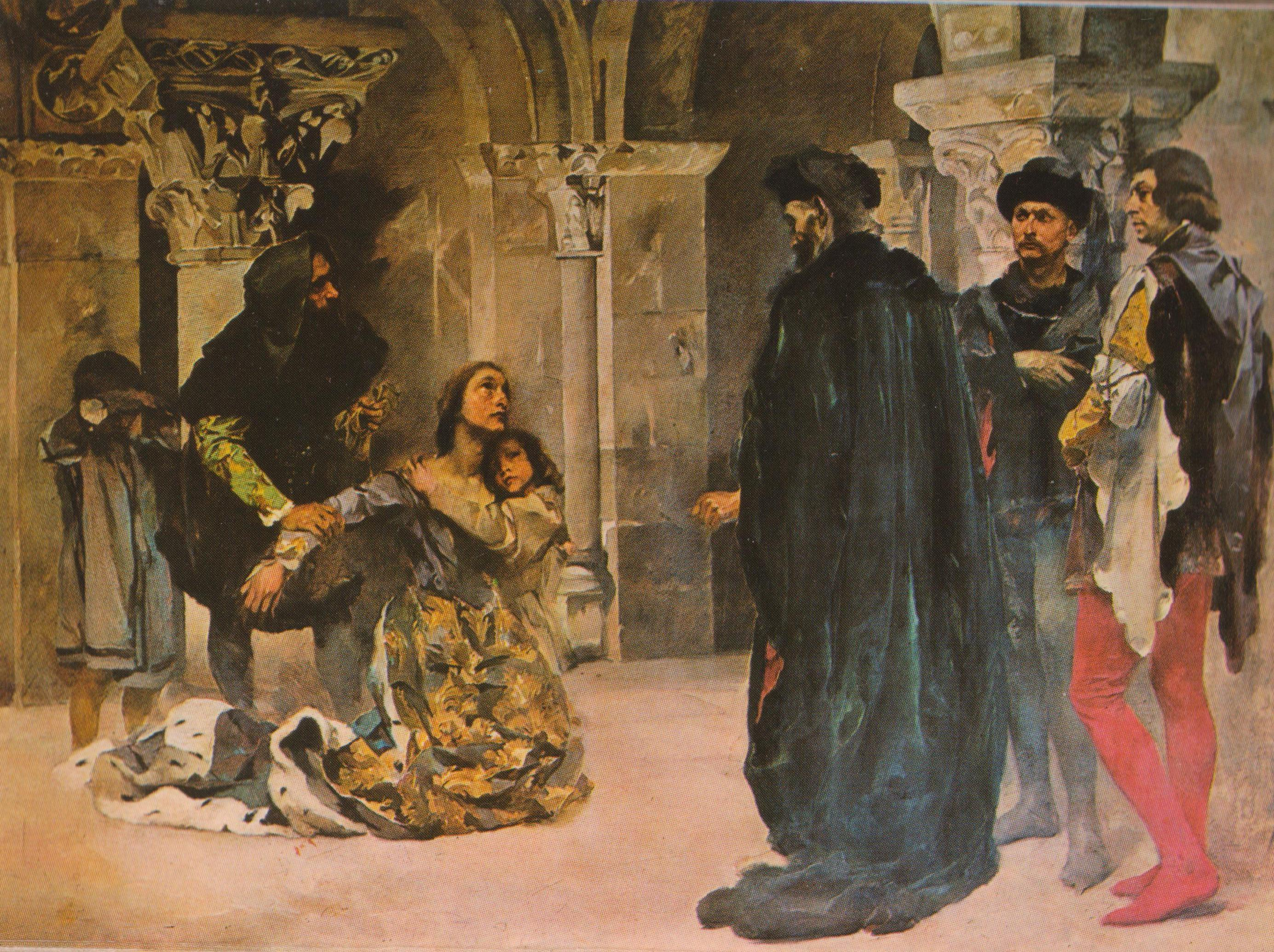
1355: Die Hinrichtung der Inês de Castro

- 1355: Im Konflikt zwischen Alfons IV. von Portugal und seinem Sohn Peter lässt der König Inês de Castro enthaupten, was in der Folge zu einem Bürgerkrieg führt.
- 1558: Die Franzosen unter François de Lorraine, duc de Guise nehmen die Hafenstadt Calais ein, den letzten kontinentalen Besitz der von Maria Tudor regierten Engländer.
- 1598: Nach dem Tod von Zar Fjodor I. übernimmt der Bojar Boris Godunow die Macht in Russland.

1797: Flagge der Repubblica Cispadana

- 1797: Die spätere italienische Trikolore wird bei einem cispadanischen Kongress in Reggio nell’Emilia als nationales Symbol vorgeschlagen.
- 1807: Großbritannien reagiert auf das Berliner Dekret Napoleon Bonapartes zur Kontinentalsperre. Neutralen Schiffen wird verboten, Häfen anzusteuern, die zu Frankreich oder dessen Verbündeten gehören oder von ihnen kontrolliert werden. Beim Verletzen des Verbots droht die Konfiskation der Schiffsladung.
- 1892: Der 17-jährige Abbas II. wird Vizekönig von Ägypten, als sein Vater Tawfiq unerwartet im Alter von 39 Jahren stirbt.
- 1935: Das Französisch-Italienische Abkommen wird abgeschlossen. Es ebnet unter anderem Italien den Boden zur Vorbereitung des Abessinienkrieges.
- 1936: Reza Schah Pahlavi verbietet per Dekret das Tragen des Tschadors im Iran. Der 7. Januar wird während der Herrschaft der Pahlavi-Dynastie als „Tag zur Befreiung der Frau“ gefeiert.
- 1953: US-Präsident Harry S. Truman verkündet, dass die USA eine Wasserstoffbombe entwickelt haben.

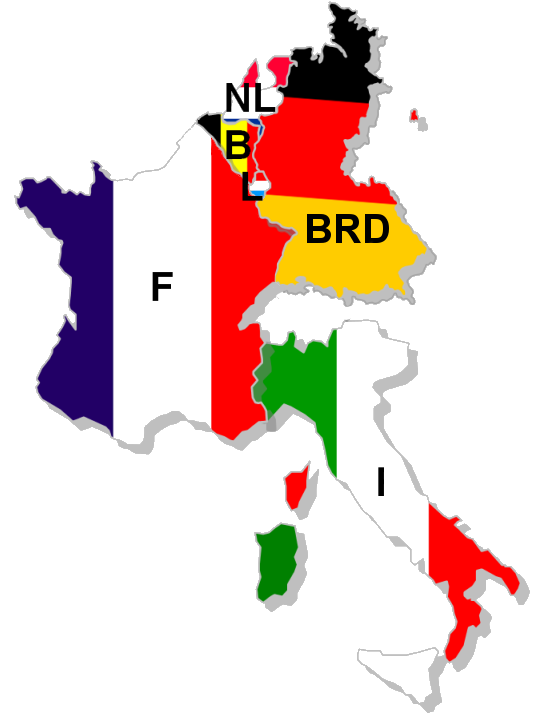
Gründungsmitglieder der EWG

- 1958: Nachdem die Römischen Verträge in Kraft getreten sind, wird Walter Hallstein Präsident der ersten Kommission der entstandenen Europäischen Wirtschaftsgemeinschaft (EWG).
- 1959: Die USA erkennen die kubanische Regierung unter Fidel Castro an.
- 1961: Eine Gruppe dem radikalen Panafrikanismus zuneigender afrikanischer Staaten beschließt auf einer Konferenz in Casablanca eine Afrikanische Charta. Die Ausarbeitung der Casablanca-Gruppe wird für die Mehrheit der anderen unabhängig gewordenen Staaten zum Anlass für ein Gegenpositionspapier.
- 1971: Während des Vietnamkrieges startet letztmals ein Flugzeug zu einem Sprüheinsatz mit dem Entlaubungsmittel Agent Orange.
- 1977: Angesehene westeuropäische Zeitungen veröffentlichen die Charta 77 der tschechoslowakischen Bürgerrechtsbewegung.
- 1978: Auf dem antarktischen Kontinent wird das erste Kind, Emilio Palma, geboren. Seine Mutter wurde bewusst in die Nähe von Hope Bay gebracht, um Ansprüche Argentiniens auf einen Anteil am Kontinent zu bekräftigen.
- 1979: Vietnamesische Truppen marschieren in der kambodschanischen Hauptstadt Phnom Penh ein und stürzen das Regime von Pol Pot und die Roten Khmer.
- 1979: Die Konferenz von Guadeloupe zur Beilegung der Krise im Iran, die am 4. Januar begonnen hat, geht ohne formale Beschlüsse zu Ende. Die Konferenzteilnehmer sind sich jedoch darin einig, Schah Mohammad Reza Pahlavi nicht weiter zu unterstützen.

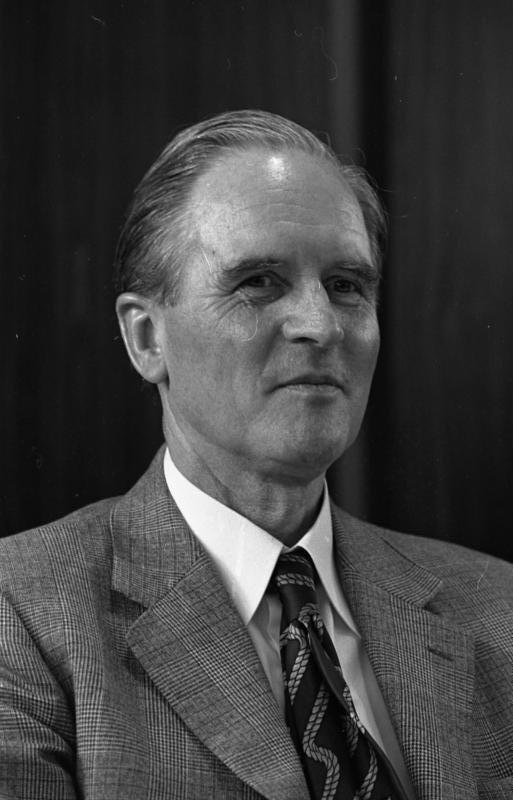
1983: Karl Carstens

- 1983: Bonner Wende: Drei Wochen nach dem (innerhalb der Regierungskoalition verabredeten) Scheitern der Vertrauensfrage von Kanzler Helmut Kohl löst Bundespräsident Carstens den Deutschen Bundestag auf und legt als Datum für Neuwahlen den 6. März fest.
- 1989: Der japanische Kaiser Hirohito stirbt im Alter von 88 Jahren in Tokio. Nachfolger wird sein Sohn Akihito, damit folgt auf die Shōwa-Zeit die Heisei-Zeit.
- 1993: Erling Kagge erreicht als erster Mensch allein den Südpol.
- 1999: Vor dem Senat der Vereinigten Staaten beginnt das Impeachment gegen US-Präsident Bill Clinton. Er ist wegen Meineids und Behinderung der Justiz im Zuge der Lewinsky-Affäre angeklagt.
- 2014: In Nigeria setzt Präsident Jonathan den vom Parlament bereits beschlossenen Same Sex Marriage Prohibition Act in Kraft. Es gehört weltweit zu den drakonischsten Gesetzen gegen queere Menschen.[1]
- 2015: Anschlag auf Charlie Hebdo in Paris. Zwei Terroristen stürmen die Redaktion des Satire-Magazins Charlie Hebdo. Zwölf Menschen sterben. Infolge des Anschlages kommt es zu zwei Geiselnahmen, bei welchen mehrere Zivilisten, ein weiterer Terrorist und die beiden Attentäter ums Leben kommen.

### Wirtschaft
- 1782: In Philadelphia nimmt die auf Initiative von Robert Morris gegründete Bank of North America, erste moderne Bank der Vereinigten Staaten, ihren Betrieb auf.
- 1885: Die Buchdrucker gründen als erste Berufsgruppe eine Berufsgenossenschaft, die im Jahr 1949 in der gebildeten Berufsgenossenschaft Druck und Papierverarbeitung aufgeht.

### Wissenschaft und Technik

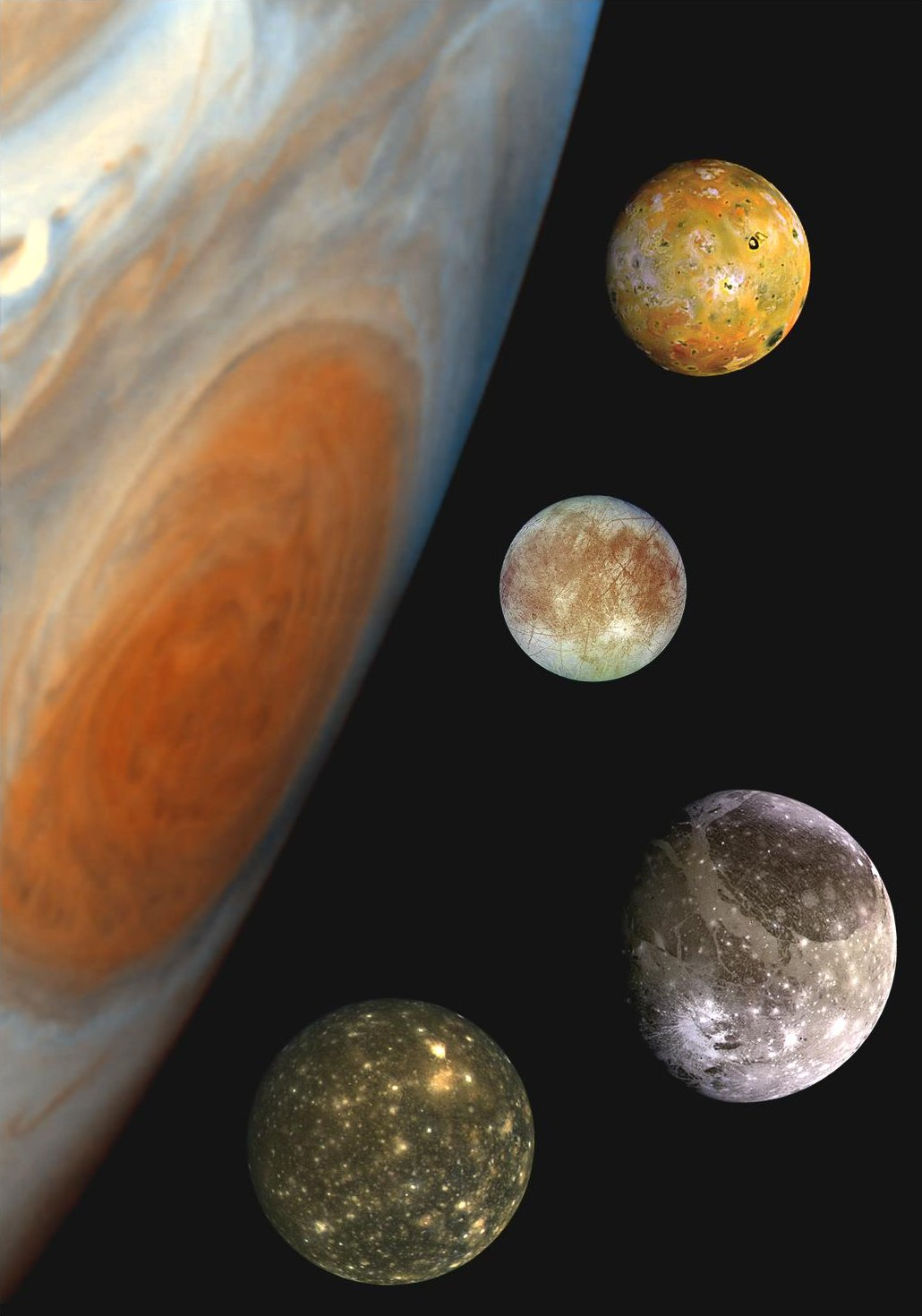
1610: Jupiter mit seinen vier größten Monden

- 1610: Galileo Galilei entdeckt die nach ihm benannten Galileischen Monde des Jupiter.

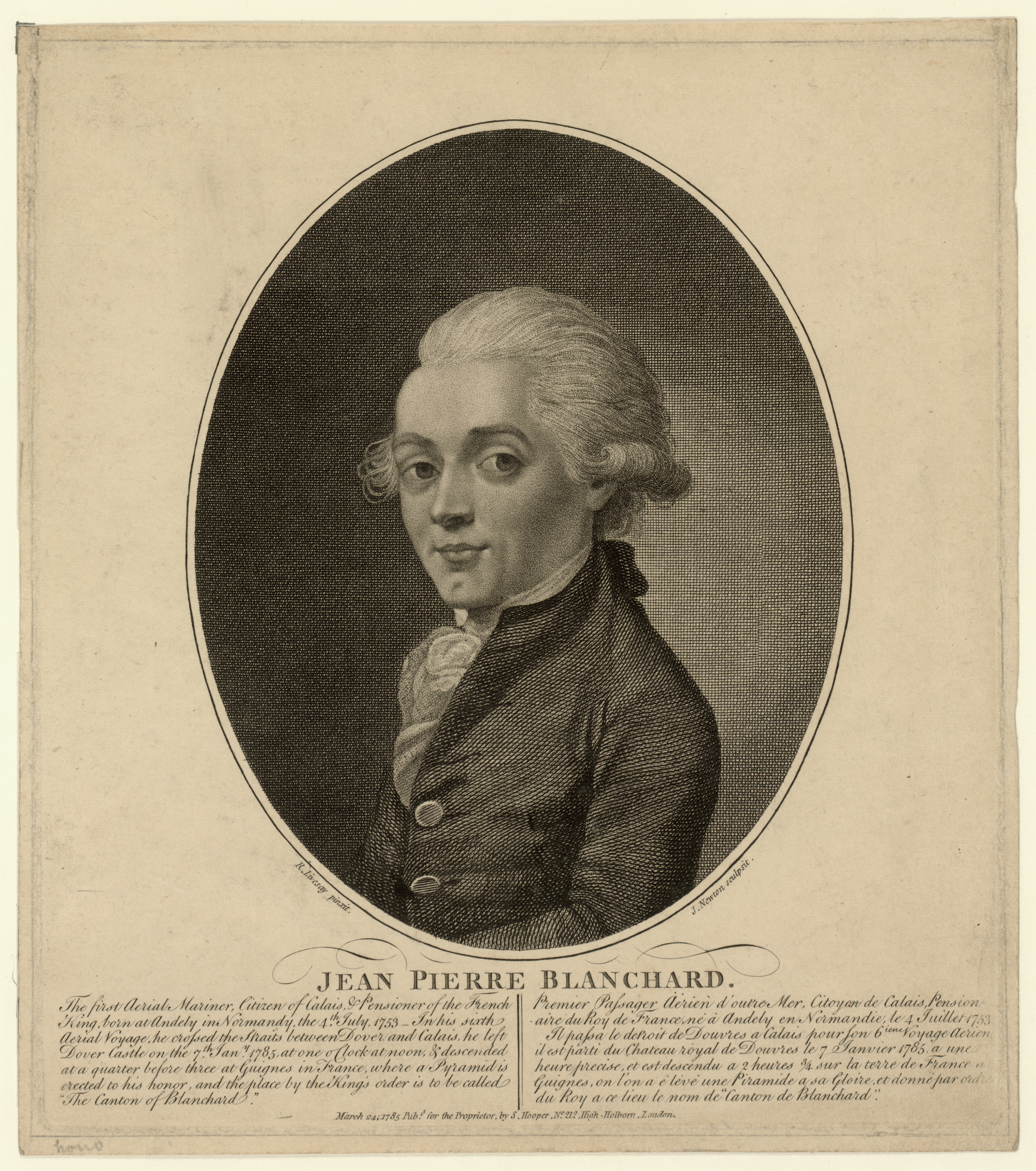
1785: Jean-Pierre Blanchard

- 1785: Jean-Pierre Blanchard und John Jeffries überqueren erstmals den Ärmelkanal in einem mit Wasserstoff gefüllten Gasballon von Dover nach Calais. Sie brauchen für die Fahrt 2 Stunden 25 Minuten und müssen bis auf ihre Unterhosen allen Ballast abwerfen.
- 1894: William K. L. Dickson erhält in den USA ein Patent für die Erfindung der Filmkamera.
- 1983: Über die Entdeckung des ersten Schwarzen Loches außerhalb unserer Galaxie berichtet ein US-amerikanisches Forscherteam dem Astrophysical Journal. Das Objekt wird in der etwa 163.000 Lichtjahre entfernten Großen Magellanschen Wolke nachgewiesen.

### Kultur
- 1727: Am King’s Theatre in London findet die Uraufführung der Oper Lucio Vero, imperator di Roma von Attilio Ariosti statt.
- 1812: An der Opéra-Comique in Paris wird die komische Oper L'Homme sans façon ou Les Contrariétés von Rodolphe Kreutzer erstmals aufgeführt.

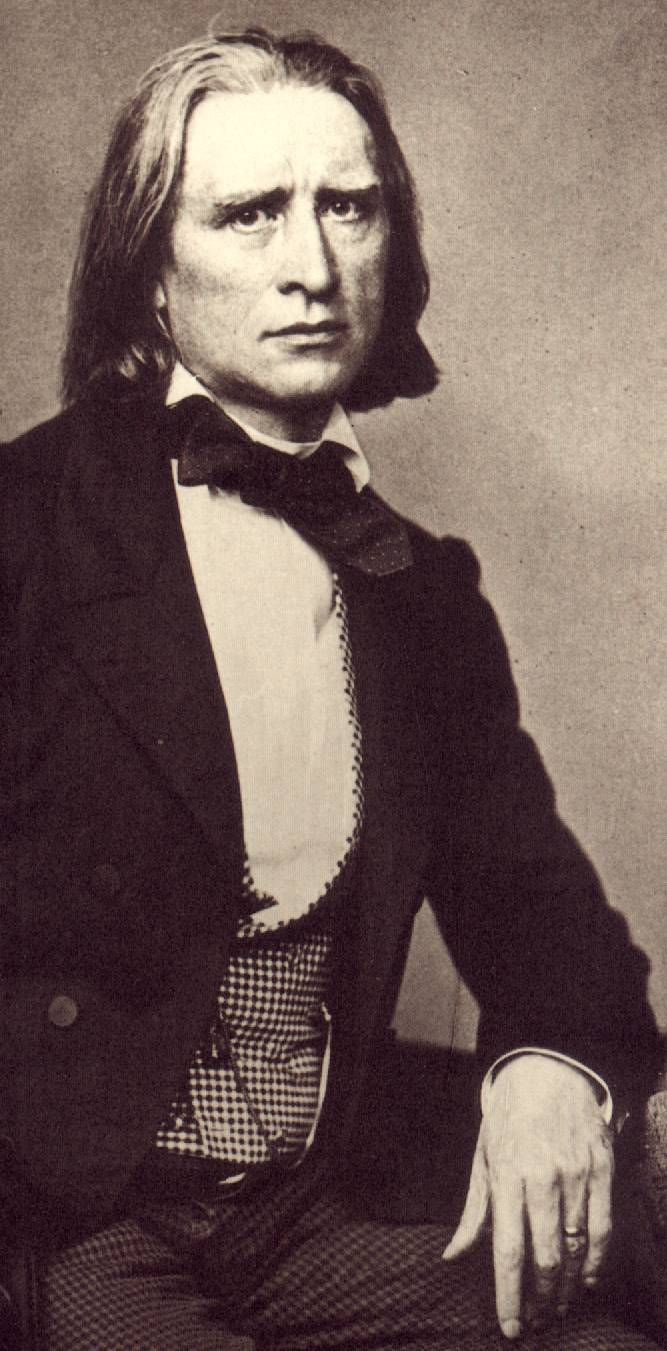
1857: Franz Liszt

- 1857: Das Klavierkonzert Nr. 2 A-Dur von Franz Liszt wird in Weimar uraufgeführt.
- 1862: Frühere Verhältnisse, eine Posse mit Gesang in einem Akt von Johann Nestroy mit der Musik von Anton M. Storch wird am Wiener Quai-Theater uraufgeführt.
- 1897: Am neu eröffneten Teatro Amazonas im brasilianischen Manaus, inmitten des Dschungels gelegen, wird als erste Oper La Gioconda von Amilcare Ponchielli aufgeführt.
- 1929: Der Weltraumheld Buck Rogers erobert als erster Science-Fiction-Comic als daily strip Platz in Tageszeitungen der USA.
- 1929: 13 amerikanische und zwei kanadische Zeitungen drucken die ersten Comic Strips von Hal Foster mit Tarzan als Titelfigur.
- 1934: Die Comicserie des Zeichners Alex Raymond über den Weltraumhelden Flash Gordon startet in US-Zeitungen.
- 1976: Im Bayerischen Fernsehen beginnt die Ausstrahlung der Zeichentrickserie Die Abenteuer der Maus auf dem Mars.
- 1998: BR-alpha, der Fernseh-Bildungskanal des Bayerischen Rundfunks, geht auf Sendung.

### Gesellschaft
- 1937: In Den Haag heiraten der deutsche Adlige Bernhard zur Lippe-Biesterfeld und die niederländische Kronprinzessin Juliana von Oranien-Nassau.

### Religion
- 1566: Antonio Michele Ghislieri wird als Pius V. zum Papst gewählt und 10 Tage später inthronisiert.
- 1995: Das Erzbistum Hamburg wird durch die Apostolische Konstitution Omnium Christifidelium vom 24. Oktober 1994 von Papst Johannes Paul II. neu errichtet.

### Katastrophen

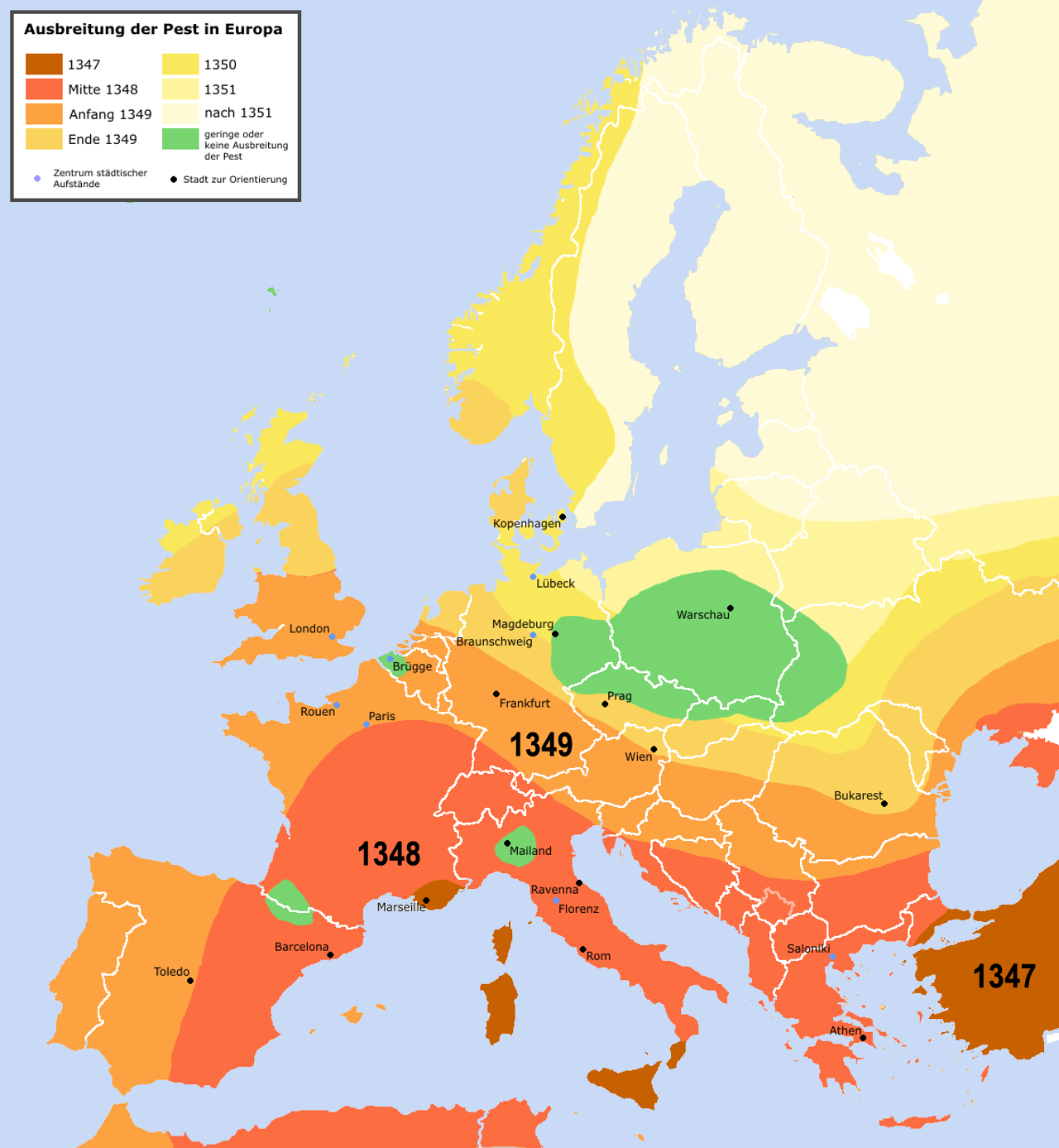
Ausbreitung der Pest in Europa zwischen 1347 und 1351

- 1350: Der Bischof von Stavanger, Guttorm Pålsson, ist der letzte dokumentierte Todesfall der großen Pestepidemie in Norwegen als Teil der Pest-Pandemie, der von 1347 bis 1353 vermutlich rund ein Drittel der europäischen Bevölkerung zum Opfer fällt.
- 1972: Beim Landeanflug auf Ibiza stürzt eine Sud Aviation Caravelle der spanischen Fluggesellschaft Iberia auf dem Flug 602 ab. Es gibt 104 Tote.
- 1999: Bei schweren Regenfällen und Erdrutschen in Indonesien kommen über 100 Menschen ums Leben.

Kleinere Unglücksfälle sind in den Unterartikeln von Katastrophe und in der Liste von Katastrophen aufgeführt.

### Sport
- 1924: Da Hockey bei den Olympischen Sommerspielen 1924 wegen eines fehlenden Verbandes nicht berücksichtigt worden ist, wird in Paris der Hockey-Weltverband gegründet.

Einträge von Leichtathletik-Weltrekorden befinden sich unter der jeweiligen Disziplin unter Leichtathletik.

## Geboren

### Vor dem 18. Jahrhundert
- 09. Jahrhundert (Jahr unbekannt): Mathilde I., die womöglich fünfte Äbtissin des Stifts Essen
- 1355: Thomas of Woodstock, 1. Duke of Gloucester, Herzog von Gloucester
- 1403: Simon von Speyer, Weihbischof in Köln
- 1434: Adolf, Herzog von Bayern
- 1491: Wilhelm von Fürstenberg, deutscher Söldnerführer
- 1502: Gregor XIII., Papst, Initiator des gregorianischen Kalenders

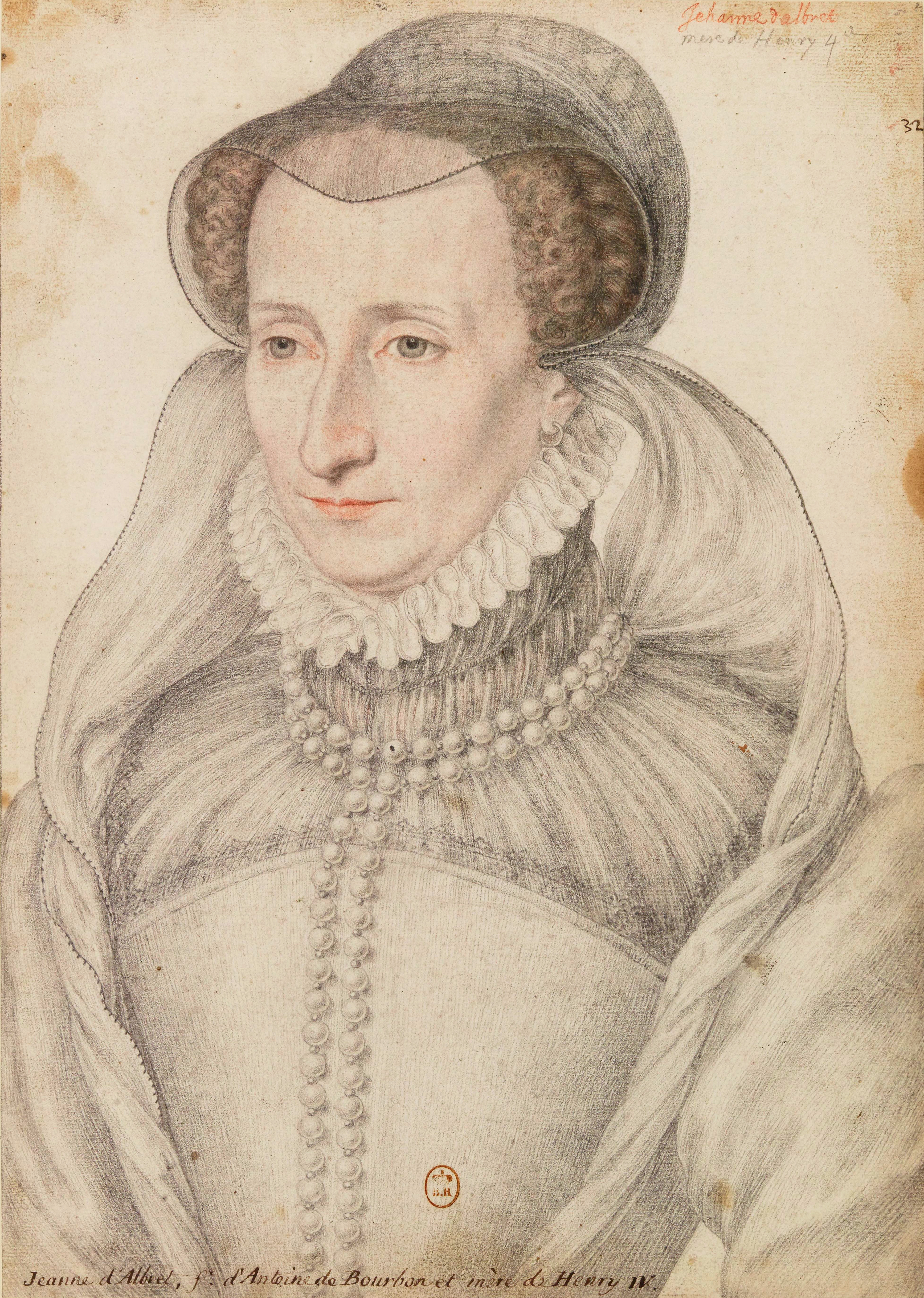
Jeanne d’Albret (* 1528)

- 1528: Johanna III., Königin von Navarra
- 1547: Albrecht VII., Herzog zu Mecklenburg-Güstrow
- 1549: Francesco Bassano der Jüngere, italienischer Maler
- 1578: Agnes zu Solms-Laubach, Landgräfin von Hessen-Kassel
- 1582: Magdalena von Brandenburg, Landgräfin von Hessen-Darmstadt
- 1591: Dorothea von Sachsen, deutsche Äbtissin von Quedlinburg
- 1595: Elisabeth Beling, deutsche Stifterin
- 1612: Philipp Valentin Voit von Rieneck, Fürstbischof von Bamberg
- 1624: Guarino Guarini, italienischer Mathematiker, Philosoph und Architekt
- 1630: Johann Melchior Hardmeyer, Schweizer Buchdrucker, Lehrer und Dichter
- 1632: Ambrosio Ignacio Spínola, spanischer Bischof
- 1634: Sophie Eleonore von Hessen-Darmstadt, Landgräfin von Hessen-Homburg
- 1634: Adam Krieger, deutscher Komponist und Kirchenmusiker
- 1647: Wilhelm Ludwig, Herzog von Württemberg
- 1652: Johann Krieger, deutscher Organist und Komponist
- 1653: Bernhard Friedrich Albinus, deutscher Mediziner
- 1685: Jonas Alströmer, schwedischer Landwirtschafts- und Industriepionier
- 1692: Petrus Wesseling, deutscher Philologe und Rechtswissenschaftler

### 18. Jahrhundert
- 1701: Johann Nicolaus Frobesius, deutscher Mathematiker, Physiker und Philosoph
- 1702: Carlo Ginori, italienischer Politiker und Unternehmer
- 1706: Hartwig von Passow, deutscher Offizier in dänischen Diensten
- 1706: Johann Heinrich Zedler, Leipziger Buchhändler und Verleger
- 1708: Johann Gottlob Weidler, deutscher Rechtswissenschaftler
- 1710: Josef Antonín Sehling, böhmischer Komponist
- 1718: Israel Putnam, britischer Offizier im Franzosen- und Indianerkrieg

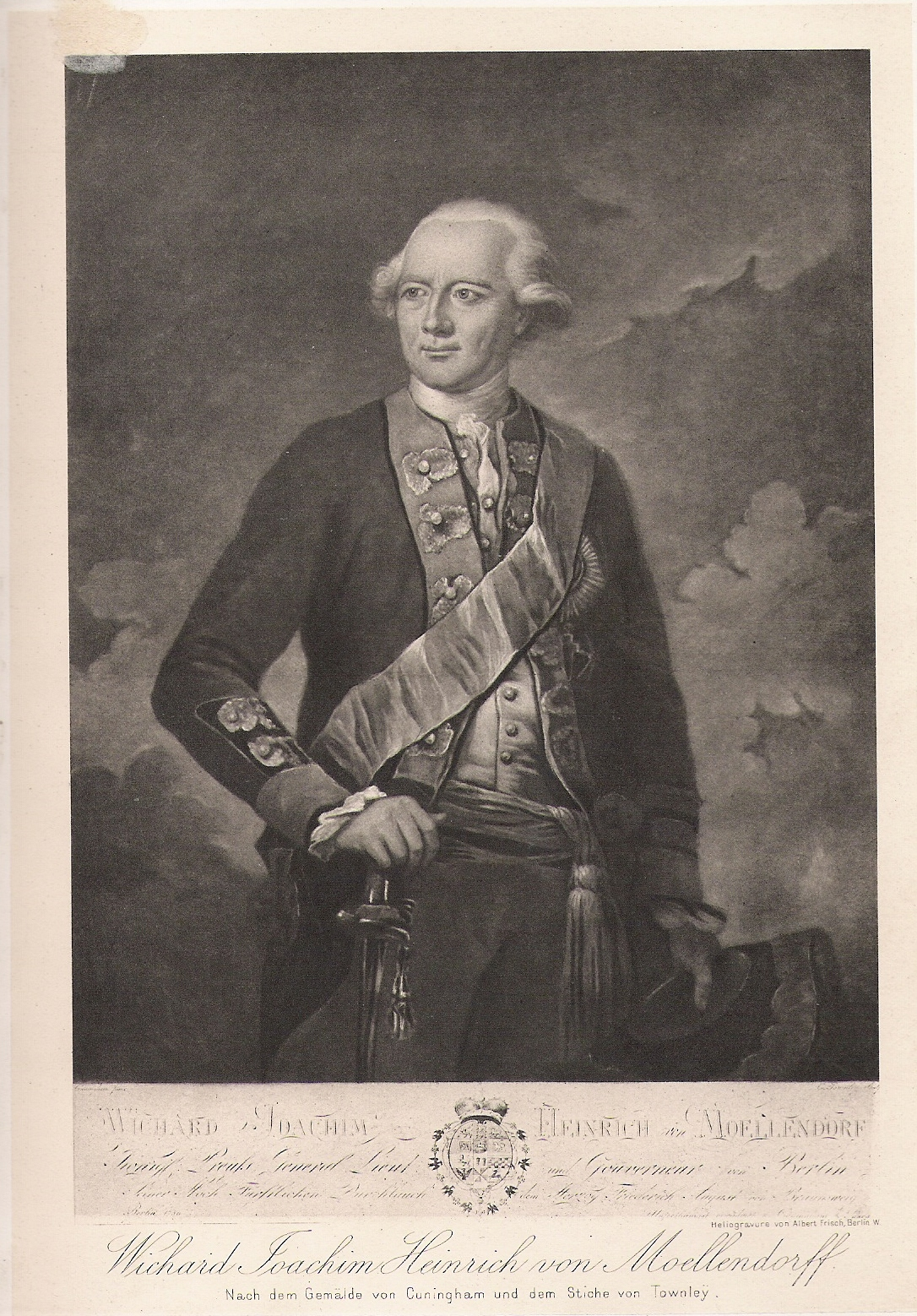
Wichard von Möllendorff (* 1724)

- 1724: Wichard von Möllendorff, preußischer Generalfeldmarschall
- 1724: Friedrich Wilhelm Pestel, Rechtsgelehrter
- 1727: Pierre-Montan Berton, französischer Komponist, Dirigent und Sänger
- 1736: Andrew Adams, amerikanischer Rechtsanwalt, Jurist und Politiker
- 1742: Christian Gottlieb Altenburg, deutscher Mediziner und Heimatforscher
- 1742: Christian Garve, deutscher Philosoph
- 1743: Antonio Chichi, italienischer Architekt
- 1745: Johann Christian Fabricius, deutscher Zoologe und Wirtschaftswissenschaftler
- 1746: George Elphinstone, 1. Viscount Keith, britischer Seemann
- 1748: David Gilly, deutscher Architekt und Baumeister in Preußen
- 1753: Augusta Louise zu Stolberg-Stolberg, Briefpartnerin von Johann Wolfgang von Goethe („Goethes Gustchen“)
- 1755: Stephen Groombridge, britischer Astronom und Handelsmann
- 1757: Christian Friedrich Rieger, deutscher lutherischer Geistlicher
- 1764: Alexander Arrigoni, italienischer Blumenmaler
- 1768: Joseph Bonaparte, König von Neapel und Spanien
- 1777: Lorenzo Bartolini, italienischer Bildhauer
- 1777: Heinrich Schmelen, deutscher Gründer der Missionsstation Bethanien im heutigen Namibia
- 1783: Francesco Carlini, italienischer Astronom und Geodät
- 1794: Eilhard Mitscherlich, deutscher Chemiker und Mineraloge
- 1794: Heinrich Wilhelm Schott, österreichischer Botaniker
- 1796: Charlotte Augusta von Wales, Kronprinzessin von England
- 1797: Mariano Paredes y Arrillaga, mexikanischer Militär und Politiker, Staatspräsident
- 1799: Eduard Magnus, deutscher Maler
- 1800: Millard Fillmore, US-amerikanischer Politiker, Präsident
- 1800: Moritz Daniel Oppenheim, deutscher Porträt- und Historienmaler

### 19. Jahrhundert

#### 1801–1850

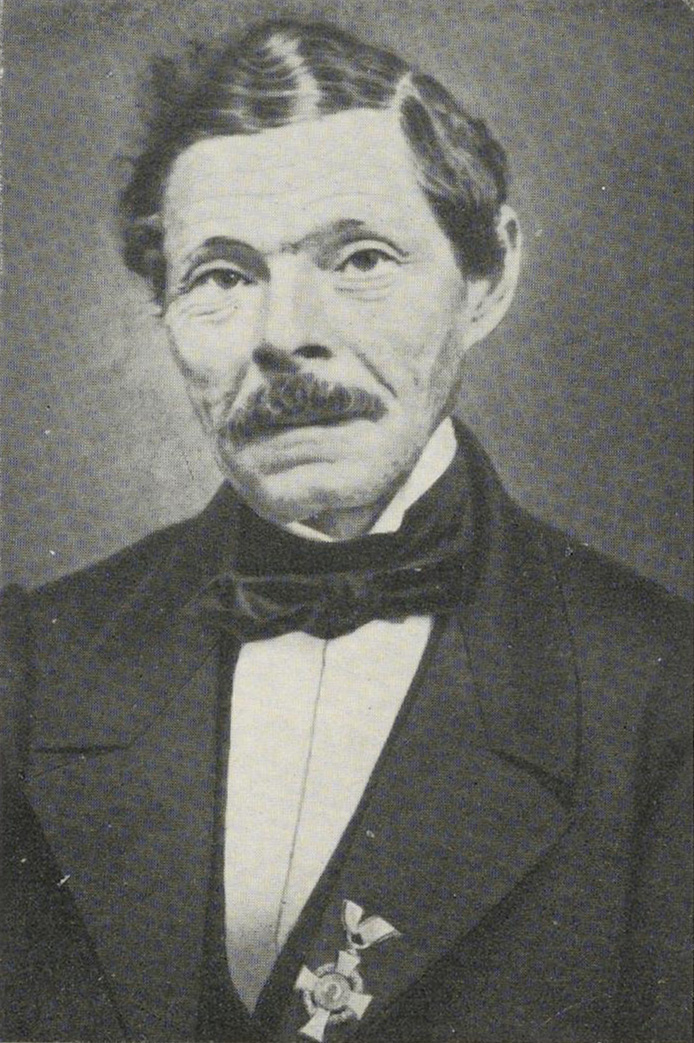
Albert Geutebrück (* 1801)

- 1801: Albert Geutebrück, deutscher Architekt
- 1804: Julius Thaeter, deutscher Kupferstecher
- 1807: Jacob Ammen, US-amerikanischer Lehrer, Bauingenieur und Brigadegeneral
- 1808: Friedrich Eduard Meyerheim, deutscher Maler
- 1812: Salomon Fehrenbach, deutscher Jurist, Heimatdichter und Politiker
- 1816: Franz Tappeiner, österreichischer Arzt, Botaniker und Anthropologe
- 1818: Hermann Backhaus (Agrarwissenschaftler), deutscher Agrarwissenschaftler
- 1820: Johannes Versmann, deutscher Rechtsanwalt und Erster Bürgermeister von Hamburg
- 1821: Johann Kaspar Hug, Schweizer Lehrer, Mathematiker und Politiker
- 1822: Theodor Aufrecht, deutscher Indologe und Sanskritist
- 1825: Julius Hilgard, US-amerikanischer Geologe
- 1827: Sandford Fleming, kanadischer Ingenieur und Erfinder
- 1828: Karl Sontag, deutscher Schauspieler

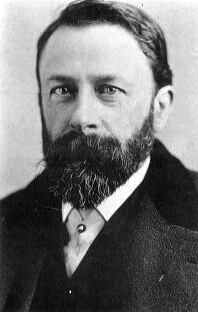
Albert Bierstadt (* 1830)

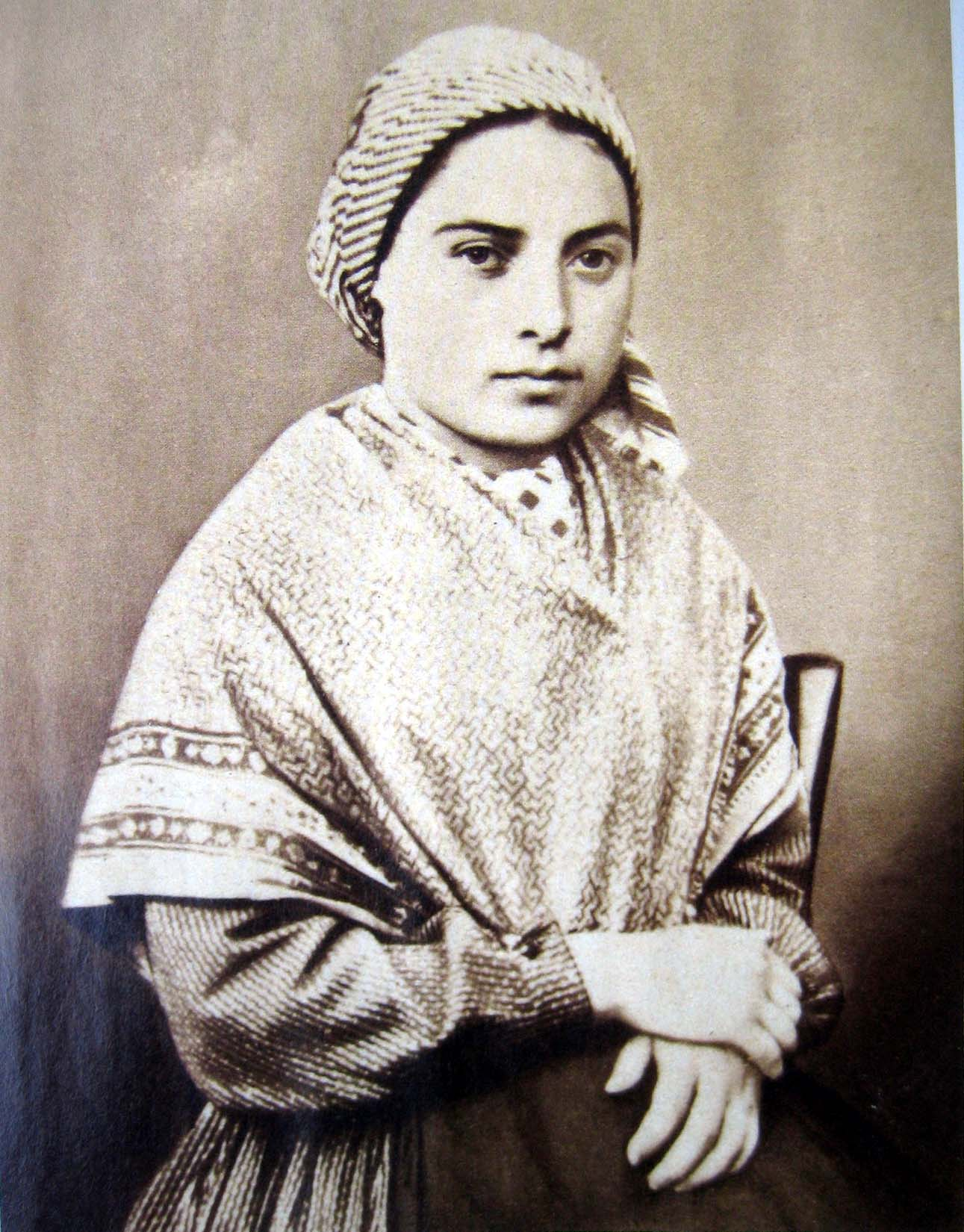
Bernadette Soubirous (* 1844)

- 1830: Albert Bierstadt, deutsch-US-amerikanischer Maler
- 1831: Heinrich von Stephan, deutscher Generalpostdirektor
- 1832: William Turner, britischer Anatom
- 1833: Josep Manyanet i Vives, spanischer Priester und Ordensgründer
- 1833: Henry Enfield Roscoe, britischer Chemiker
- 1834: Theodor Heidegger, deutscher Architekt und Kommunalpolitiker
- 1834: Philipp Reis, deutscher Physiker und Erfinder
- 1835: Charles Constantin, französischer Dirigent und Komponist
- 1835: Ernst Hoeltzer, deutscher Telegraphist und Fotograf
- 1836: Eberhard Schrader, deutscher Alttestamentler und Orientalist
- 1837: Albert von Bezold, deutscher Mediziner
- 1838: Vilmos Győry, ungarischer Schriftsteller und Übersetzer
- 1842: Johan Lindegren, schwedischer Komponist, Kirchenmusiker und Musikpädagoge
- 1844: Carl Menzel, deutscher Unternehmer und Glashersteller
- 1844: Bernadette Soubirous, französische Ordensschwester und Heilige
- 1845: Paul Deussen, deutscher Indologe und Sanskrit-Gelehrter
- 1845: Ludwig III., letzter König von Bayern
- 1847: Jean Paul Richter, deutscher Kunsthistoriker
- 1848: Rudolf Sendig, deutscher Hotelier und Stadtrat
- 1848: Ignaz Urban, deutscher Botaniker

#### 1851–1900
- 1852: Pascal Adolphe Dagnan-Bouveret, französischer Maler
- 1852ː Marie Kirschner, deutsch-tschechische Künstlerin und Glasgestalterin
- 1855: Johannes Christ, deutscher Offizier
- 1857: Julius Hermann, deutscher Pädagoge und Amateurentomologe
- 1858: Eliezer Ben-Jehuda, jüdischer Journalist und Autor, Erneuerer der hebräischen Sprache

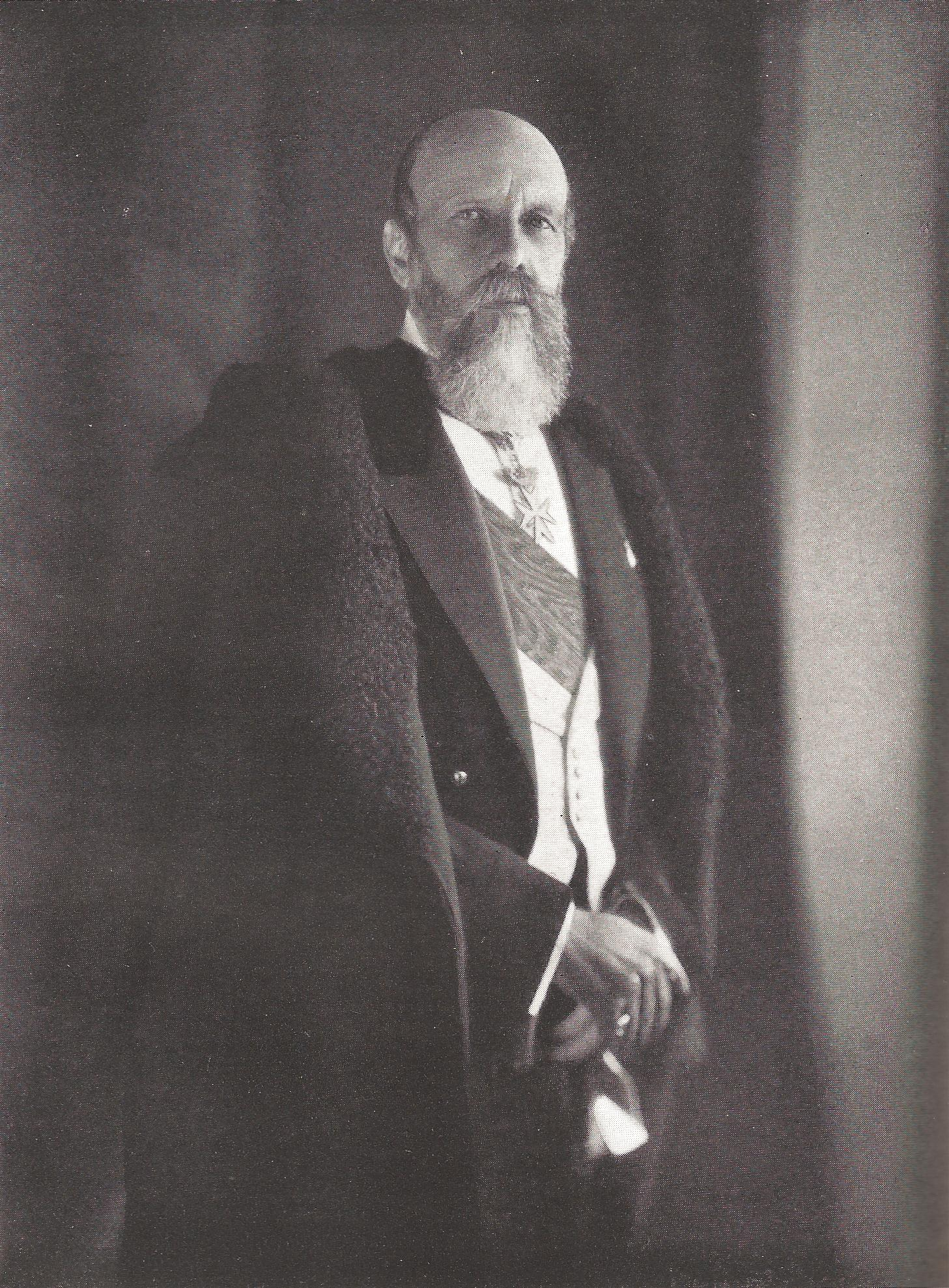
Henry Berthold von Fischer (* 1861)

- 1861: Henry Berthold von Fischer, Schweizer Architekt
- 1861: Wilhelm Hein, österreichischer Orientalist
- 1863ː Elisabeth Consbruch, deutsche Pädagogin und Frauenrechtlerin
- 1864: Sophie Kleinfeller-Pühn, deutsche Genremalerin
- 1866: Fritz Christ, deutscher Bildhauer und Bergsteiger
- 1867: Adolf Holst, deutscher Philologe, Herausgeber und Kinderbuchautor
- 1867: Charles Klein, britischer Theaterautor und Schauspieler
- 1868: Mathias Adlersflügel, österreichischer Industrieller und Politiker
- 1869: Walter Eli Clark, US-amerikanischer Politiker
- 1871: Émile Borel, französischer Mathematiker und Politiker
- 1872: Klara Weyl, deutsche Sozialpolitikerin
- 1873: Rudolf Eisler, österreichischer Philosoph
- 1873: Charles Péguy, französischer Schriftsteller

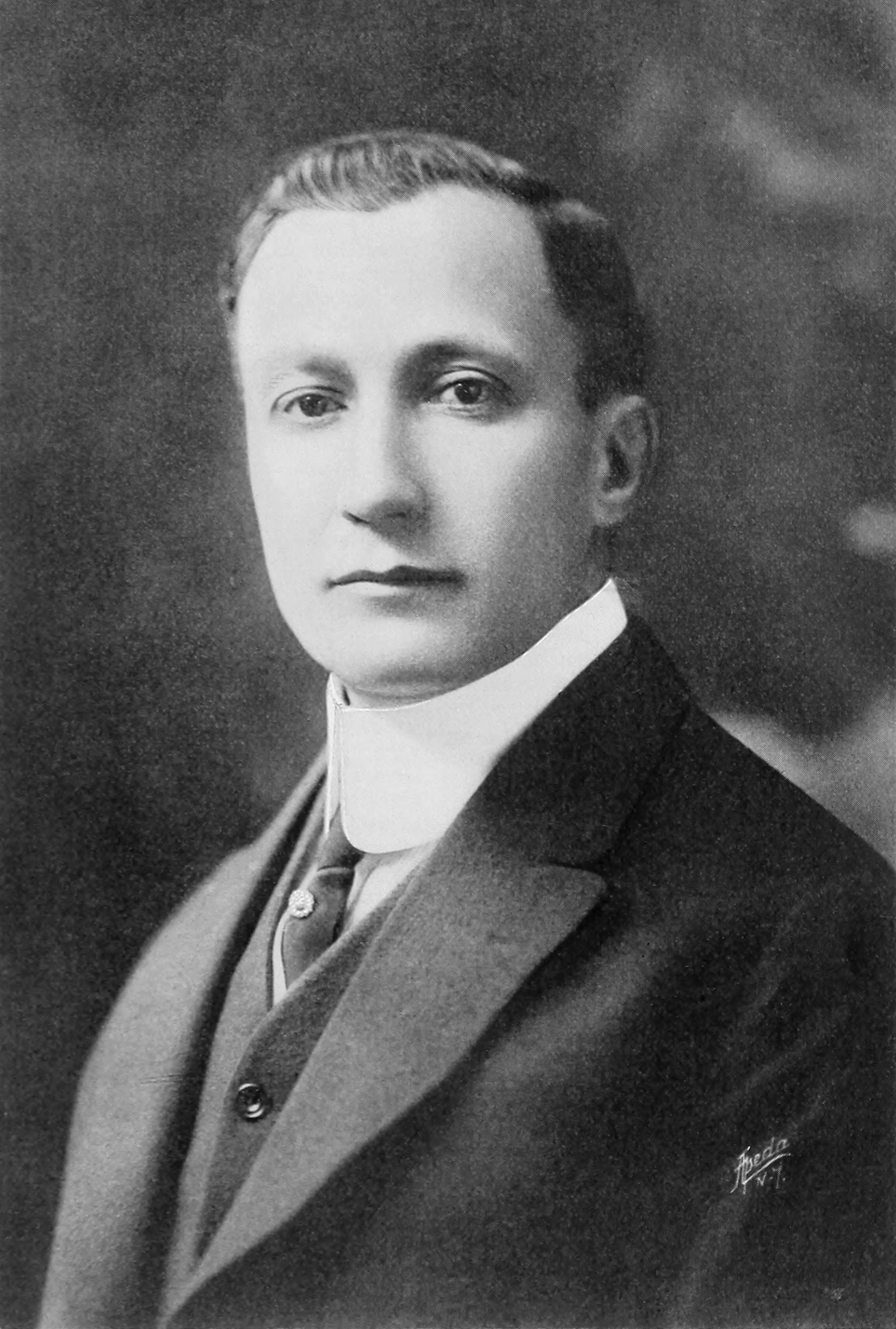
Adolph Zukor (* 1873)

- 1873: Adolph Zukor, US-amerikanischer Unternehmer
- 1875: Gustav Felix Flatow, deutscher Turner, Olympiasieger
- 1876: Karl von der Aa, deutscher Wirtschaftspädagoge
- 1876: William Hurlstone, britischer Komponist
- 1876: Gertraud Rostosky, deutsche Malerin

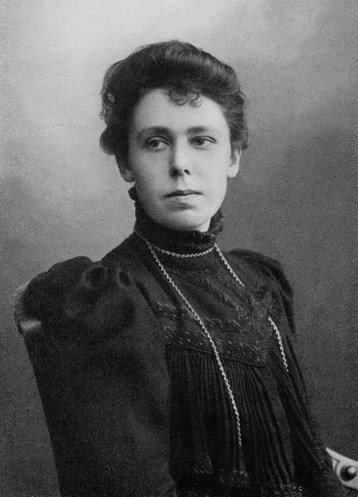
Margarete von Wrangell (* 1877)

- 1877: Margarete von Wrangell, deutsche Chemikerin
- 1878: Karl Wach, deutscher Architekt
- 1880: Santiago Luis Copello, argentinischer Geistlicher, Kardinal und Erzbischof von Buenos Aires
- 1880: Juliusz Wolfsohn, russischer Pianist, Komponist und Musikpublizist
- 1881: Henrik Galeen, deutscher Drehbuchautor, Regisseur und Darsteller
- 1881: Felix Rütten, deutscher römisch-katholischer Priester, Historiker und Lehrer

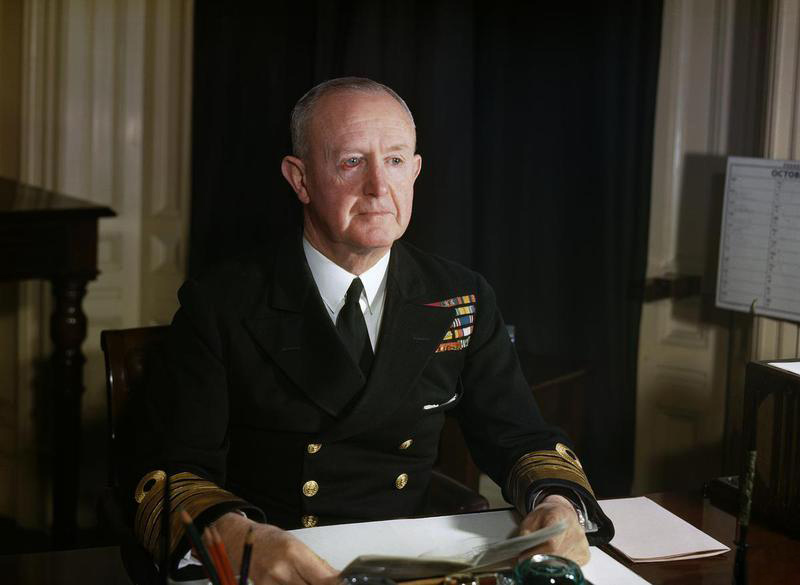
Andrew Cunningham (* 1883)

- 1883: Andrew Cunningham, 1. Viscount Cunningham of Hyndhope, britischer Admiral
- 1885: Łucjan Kamieński, polnischer Komponist und Musikwissenschaftler
- 1885ː Herta Mansbacher, deutsch-jüdische Lehrerin, NS-Opfer
- 1886: Hans Grimm, deutscher Komponist
- 1886: Kurt Striegler, deutscher Dirigent und Komponist
- 1887: Johannes Maximilian Avenarius, deutscher Maler, Grafiker und Illustrator
- 1887: Oskar Luts, estnischer Schriftsteller
- 1887: Kurt Schneider, deutscher Psychiater
- 1887: Thomas Wimmer, deutscher Politiker
- 1888: Carl Spiecker, deutscher Journalist und Politiker
- 1889: Philippe Henriot, französischer Politiker
- 1889: Hans Johner, Schweizer Schachspieler und Musiker
- 1890: Maurice McLoughlin, US-amerikanischer Tennisspieler
- 1890: Antal Molnár, ungarischer Komponist und Musikwissenschaftler

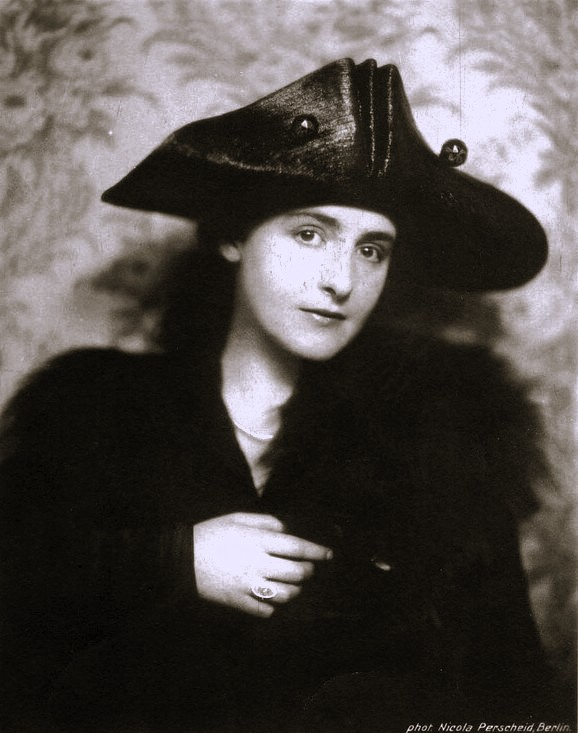
Henny Porten (* 1890)

- 1890: Henny Porten, deutsche Schauspielerin
- 1891: Zora Neale Hurston, US-amerikanische Schriftstellerin und Anthropologin
- 1891: Fritz Wächtler, deutscher NSDAP-Gauleiter und SS-Obergruppenführer
- 1893: Augusto Eguiluz, chilenischer Maler
- 1893: Rolf Nesch, deutsch-norwegischer Maler und Grafiker
- 1894: José Rozo Contreras, kolumbianischer Komponist
- 1894ː Hedwig Dülberg-Arnheim, deutsche Künstlerin, Bauhausstudentin, Opfer der Shoa
- 1895: Väinö Auer, finnischer Geologe und Geograph
- 1895: Clara Haskil, rumänische Pianistin
- 1895: Melchior Vischer, deutscher Schriftsteller
- 1896: Joe Ball, US-amerikanischer Serienmörder
- 1896: Willi Eichler, deutscher Journalist und Politiker, MdB

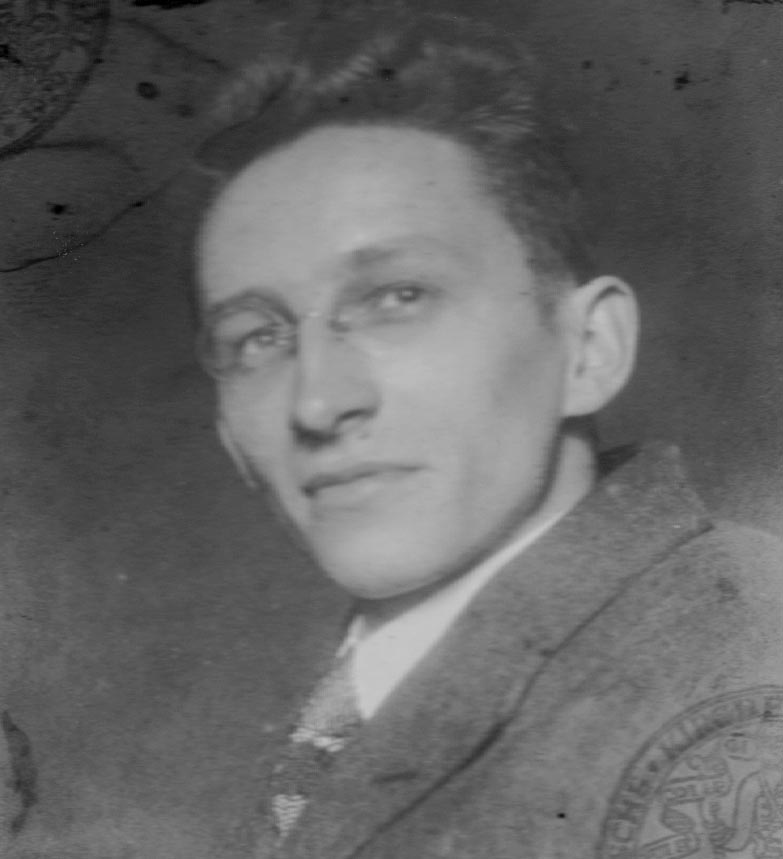
August Oppenberg (* 1896)

- 1896: August Oppenberg, deutscher Maler
- 1896: Amedée Rossi, französischer Automobilrennfahrer
- 1896: Willy Sachse, deutscher Sozialist und Kommunist, der im Ersten Weltkrieg und gegen den Nationalsozialismus Widerstand leistete
- 1897: Paul Groß, deutscher Politiker
- 1897: Otto Zimmermann, deutscher Politiker und Zahnarzt
- 1898: Rudolf Fernau, deutscher Bühnenschauspieler
- 1898: Gerónimo Baqueiro Foster, mexikanischer Musikwissenschaftler und Komponist
- 1898: Al Bowlly, südafrikanischer Pop- und Jazzsänger
- 1898: Sigmund Graff, deutscher Schriftsteller und Dramatiker
- 1898: Robert LeGendre, US-amerikanischer Leichtathlet
- 1898: Hilde Wulff, deutsche Sonderpädagogin
- 1898: Raphaël Manso de Zuñiga, spanischer Automobilrennfahrer
- 1899: Franciska Clausen, deutsch-dänische Malerin
- 1899: John Augustine Collins, australischer Marineoffizier
- 1899: Ernst Kuntscher, deutscher Politiker, MdL, MdB
- 1899: Francis Poulenc, französischer Pianist und Komponist
- 1900: Aurelius Maria Arkenau, deutscher Dominikanerpater
- 1900: Arvo Haavisto, finnischer Ringer

### 20. Jahrhundert

#### 1901–1925

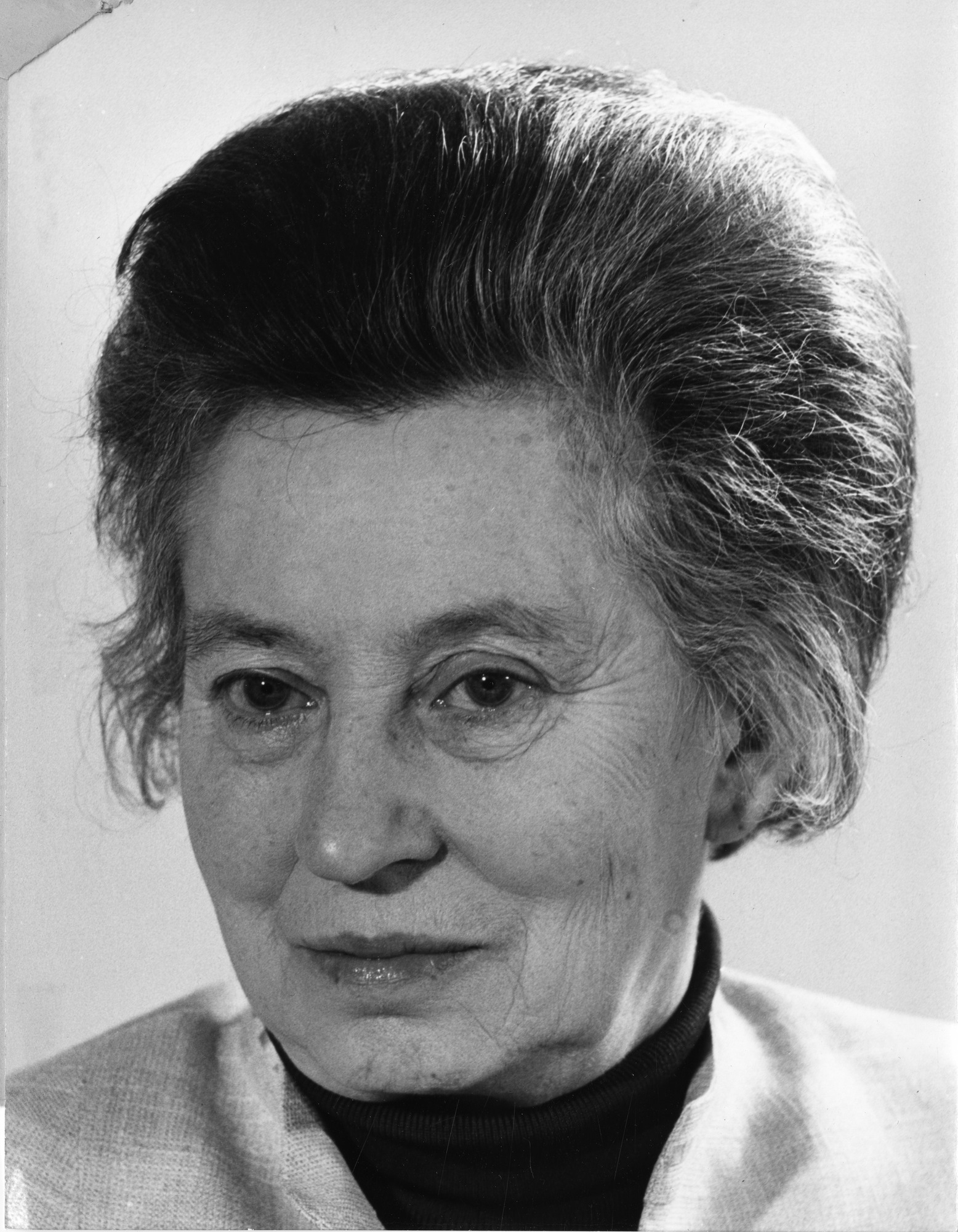
Elisabeth Schwarzhaupt (* 1901)

- 1901: Elisabeth Schwarzhaupt, deutsche Politikerin, MdB, erste Bundesministerin der BRD
- 1902: Willy Ascherl, deutscher Fußballspieler
- 1902: Sumii Sue, japanische Schriftstellerin
- 1903: Josef Breuer, deutscher Schachkomponist
- 1903: Carlos Di Sarli, argentinischer Tangomusiker
- 1903: Albrecht Haushofer, deutscher Geograph, Diplomat und Schriftsteller

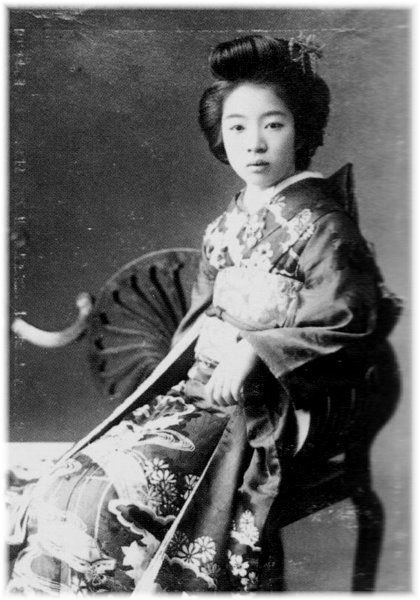
Mori Mari (* 1903)

- 1903: Mori Mari, japanische Schriftstellerin
- 1904: Fjodor Jefimowitsch Bokow, sowjetischer Militäradministrator
- 1904: Ruth Landshoff, deutsch-amerikanische Schauspielerin und Schriftstellerin
- 1907: Josef Höchst, deutscher Politiker
- 1907: Willi Rutz, deutscher Fußballspieler
- 1908: Henry Red Allen, US-amerikanischer Jazz-Trompeter
- 1908: Heinz Kiekebusch, deutscher Politiker, MdL
- 1908: Fritz Nötzoldt, deutscher Buchhändler, Kabarettist, Lektor und Buchautor
- 1908: Edelhard Rock, deutscher Buchdrucker, Verleger und Politiker
- 1908: Hans-Joachim Schuke, deutscher Orgelbauer
- 1910: Edoardo Antonelli, italienischer Drehbuchautor und Filmregisseur
- 1910: August Dickmann, deutscher Kriegsdienstverweigerer und NS-Opfer
- 1910: Orval Faubus, US-amerikanischer Politiker
- 1910: Frank Lubin, US-amerikanisch-litauischer Basketballspieler

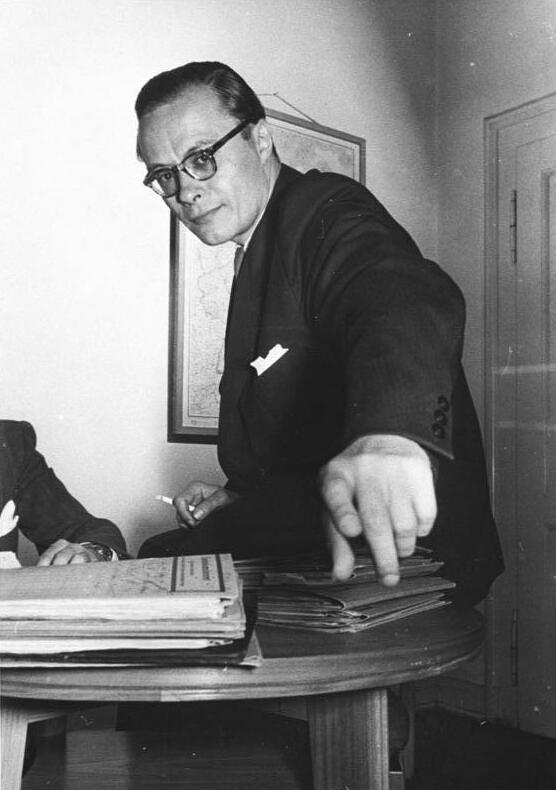
Ernst Wirmer (* 1910)

- 1910: Ernst Wirmer, deutscher Militäradministrator
- 1911: Julián de Ajuriaguerra Otxandiano, baskischer Neuropsychiater und Psychoanalytiker
- 1911: Roberto Amoroso, italienischer Filmschaffender
- 1911: Zdeněk Jirotka, tschechischer Schriftsteller und Feuilletonist
- 1912: Charles Addams, US-amerikanischer Comiczeichner
- 1912: Elli Barczatis, deutsche Agentin, wegen Spionage zum Tode verurteilte Sekretärin Otto Grotewohls
- 1912: Günter Wand, deutscher Dirigent
- 1913: Herbert Krause, deutscher Brigadegeneral und Nachrichtendienstmitarbeiter
- 1913: Anton Mader, österreichischer General
- 1913: Johnny Mize, US-amerikanischer Baseballspieler
- 1914: Bobby McDermott, US-amerikanischer Basketballspieler
- 1915: Oswald Pfau, deutscher Fußballtrainer
- 1915: Chano Pozo, kubanischer Perkussionist
- 1915: Erwin Wickert, deutscher Diplomat und Schriftsteller

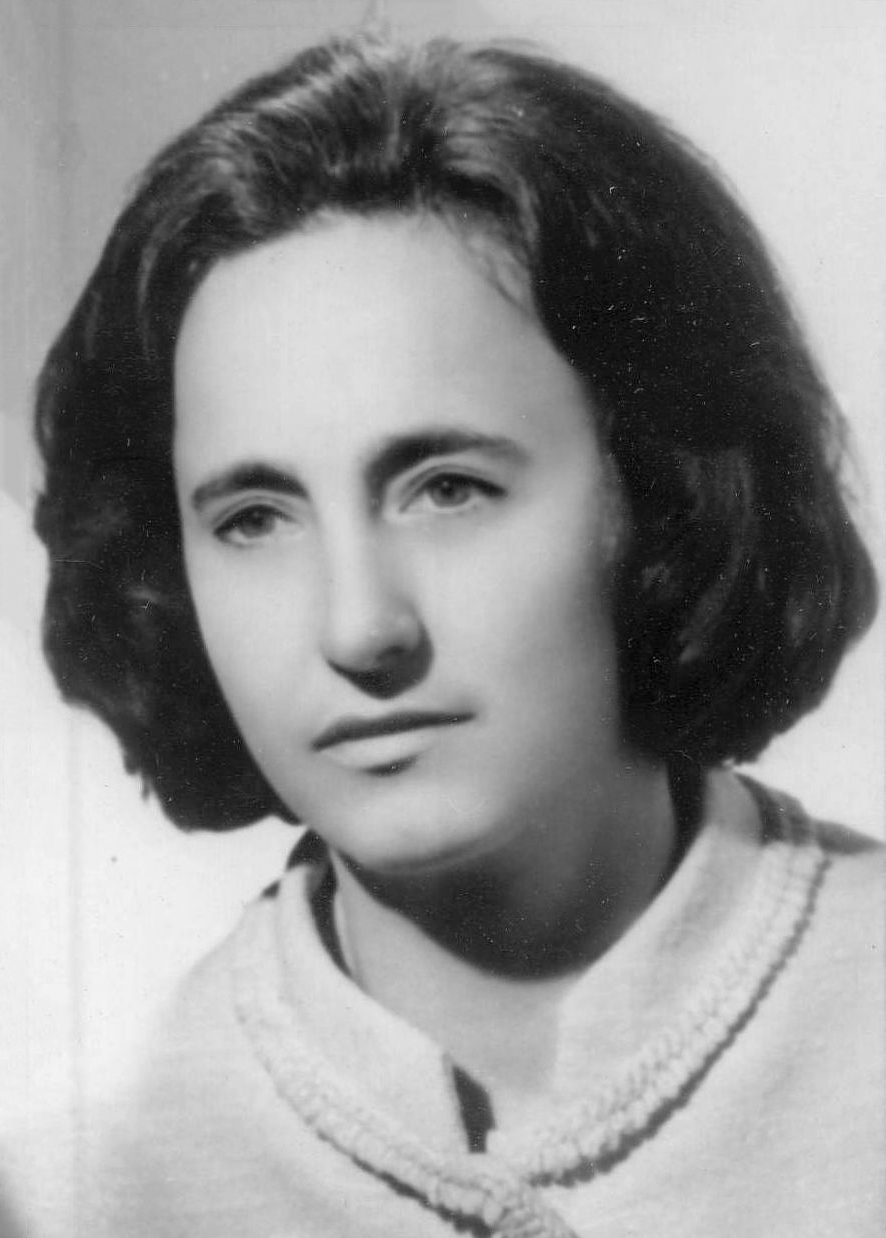
Elena Ceaușescu (* 1916)

- 1916: Elena Ceaușescu, rumänische Politikerin, Ehefrau Nicolae Ceaușescus
- 1916: Paul Keres, estnisch-sowjetischer Schachspieler
- 1916: Babe Pratt, kanadischer Eishockeyspieler
- 1916: Fernando Sancho, spanischer Schauspieler
- 1916: Gerrit Schulte, niederländischer Radrennfahrer
- 1916: Adolph Spalinger, deutscher Schauspieler, Regisseur und Theaterintendant
- 1917: Ulysses Kay, US-amerikanischer Komponist
- 1917: Paul Limberg, deutscher Pflanzenbauwissenschaftler
- 1918: Constance Cummings-John, sierra-leonische Frauenrechtlerin, Politikerin und Lehrerin
- 1918: Alessandro Natta, italienischer Politiker
- 1919: Ján Albrecht, slowakischer Musikwissenschaftler, Musikpädagoge und Hochschullehrer
- 1920: Alastair Pilkington, britischer Ingenieur
- 1921: Joseph Asher, deutsch-US-amerikanischer Rabbiner
- 1922: Francisco Aramburu, brasilianischer Fußballspieler
- 1922: Vincent Gardenia, US-amerikanischer Schauspieler

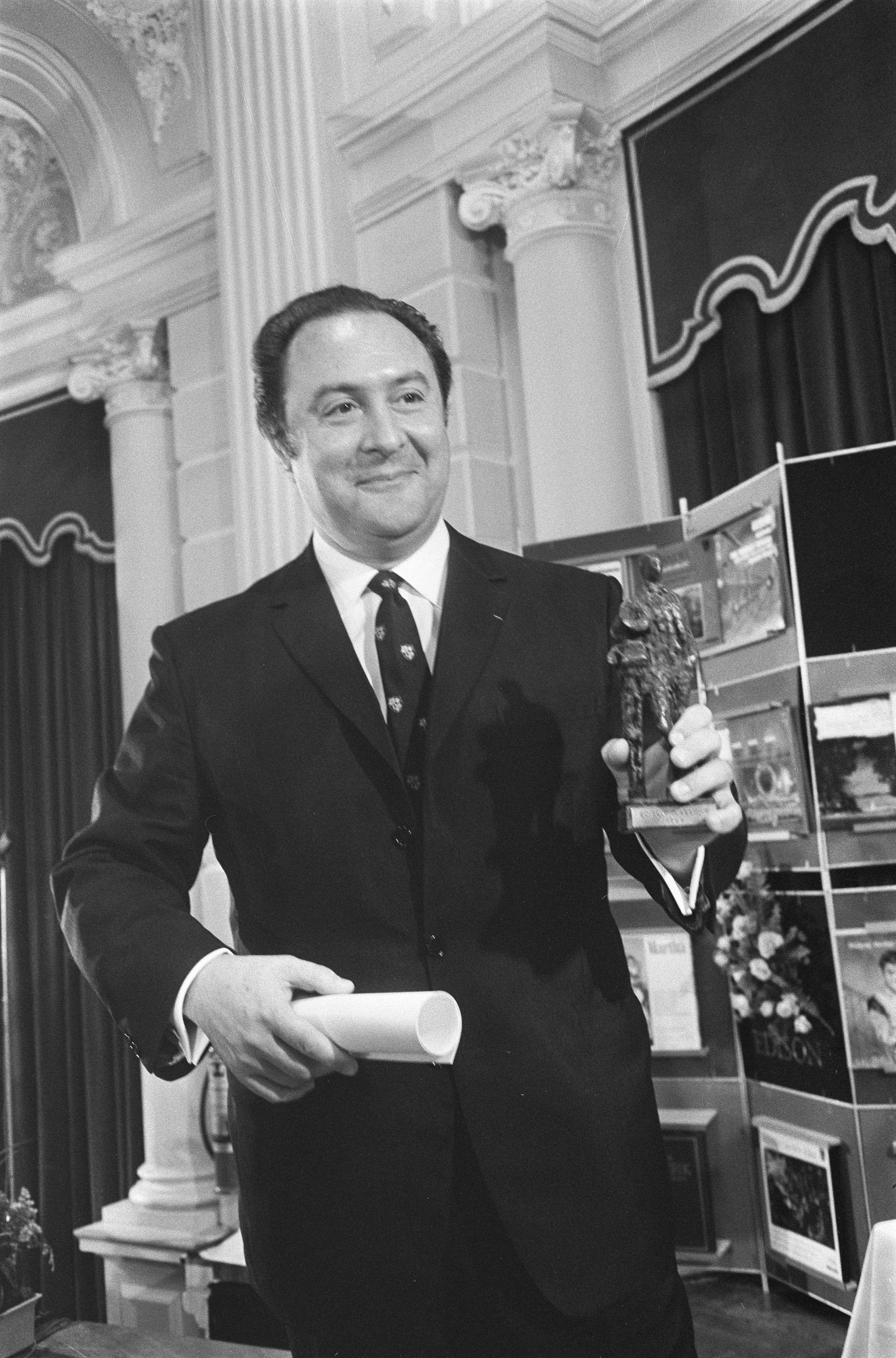
Jean-Pierre Rampal (* 1922)

- 1922: Jean-Pierre Rampal, französischer Flötist
- 1923: Pinkas Braun, Schweizer Schauspieler und Regisseur
- 1923: Larry Dale, US-amerikanischer Blues-Gitarrist und -Sänger
- 1923: Gottfried Roth, österreichischer Mediziner
- 1924: Geoffrey Bayldon, britischer Schauspieler
- 1924: Ralph Miliband, belgisch-britischer Staatswissenschaftler
- 1924: Ralph Warburton, US-amerikanischer Eishockeyspieler
- 1924: Stanley Wolfe, US-amerikanischer Komponist und Musikpädagoge
- 1925: Carmen Barros, chilenische Schauspielerin, Sängerin und Komponistin
- 1925: Ursula Brunner, Schweizer Aktivistin für Fairen Handel
- 1925: Robert Cormier, US-amerikanischer Schriftsteller und Journalist
- 1925: William Dodge, US-amerikanischer Bobfahrer
- 1925: Hermann Dürr, deutscher Politiker
- 1925: Gerald Durrell, britischer Zoologe und Schriftsteller
- 1925: Franz Fischer, deutscher Archäologe
- 1925: Pierre Gripari, französischer Schriftsteller

#### 1926–1950
- 1926: Hans Achim Gussone, deutscher Forstwissenschaftler

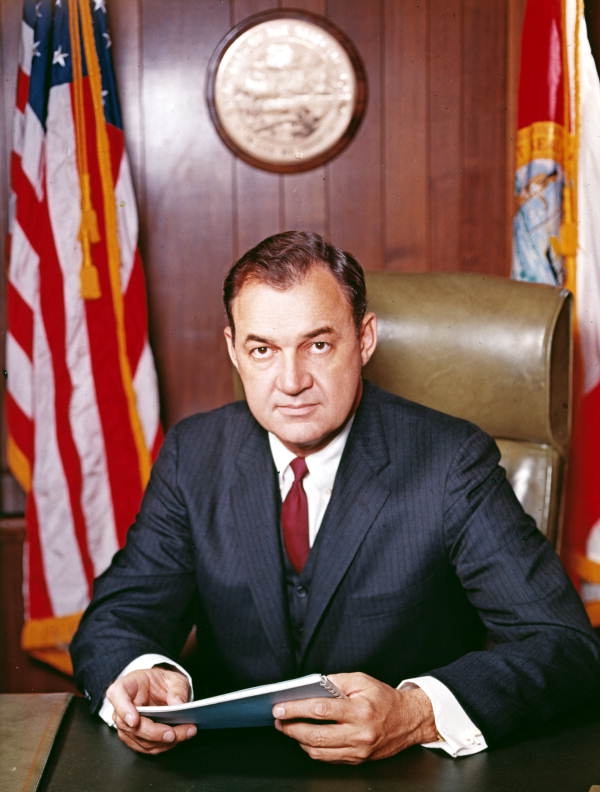
Claude Roy Kirk (* 1926)

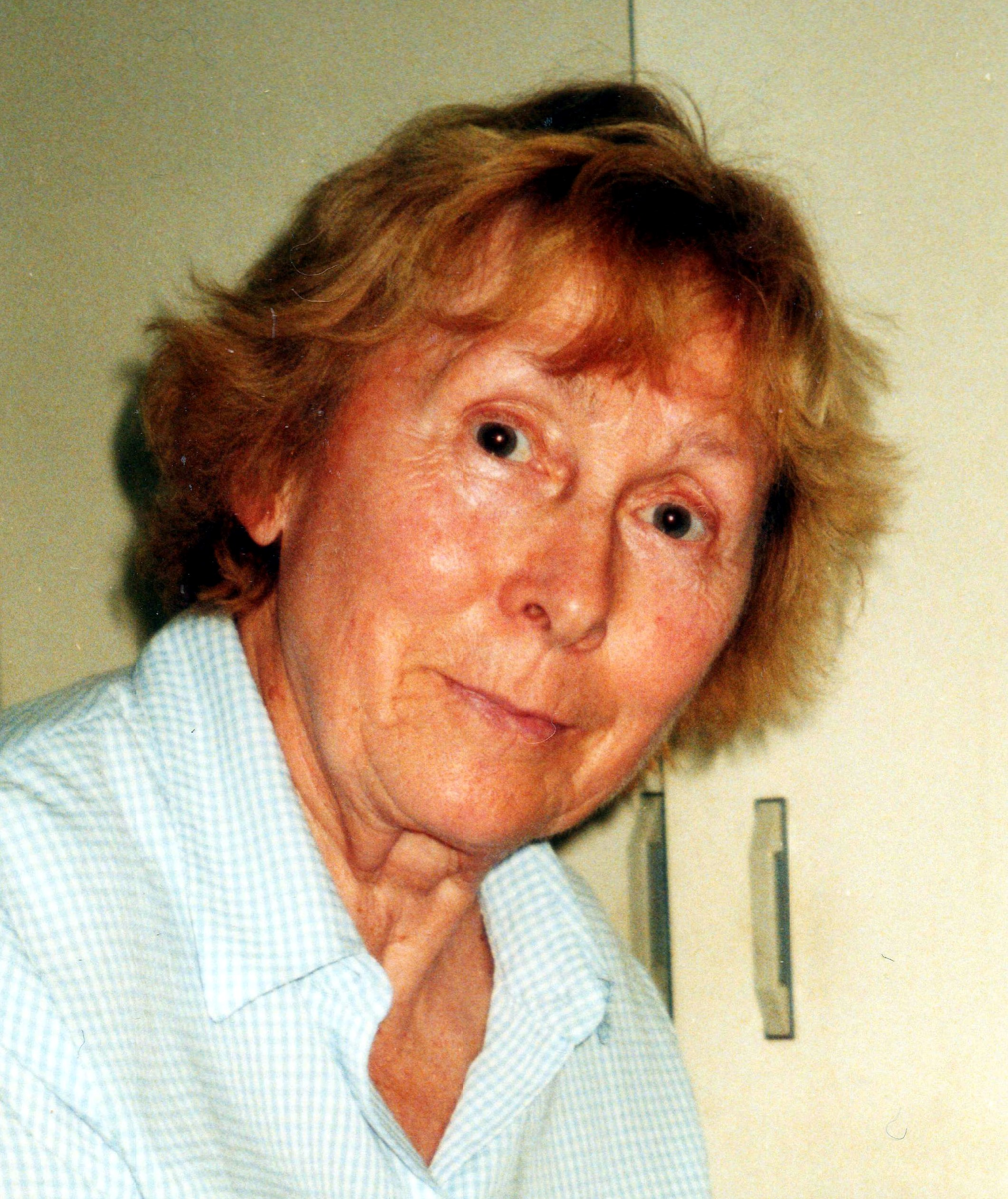
Marion Asche (* 1935)

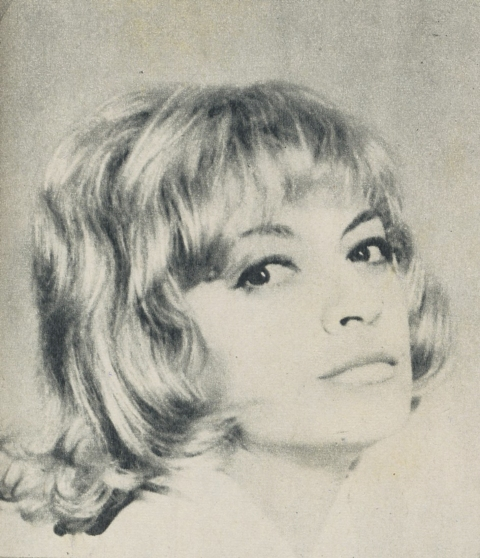
Ioana Bulcă (* 1936)

- 1926: Claude Roy Kirk, US-amerikanischer Politiker
- 1926: Otto Knoch, deutscher Theologe, Priester und Hochschullehrer
- 1927: Abdul Hamid, pakistanischer Feldhockeyspieler
- 1927: Achille Maramotti, italienischer Unternehmer und Jurist
- 1928: William Peter Blatty, US-amerikanischer Autor und Regisseur
- 1928: Jakiw Lapynskyj, ukrainischer Komponist
- 1928: Emilio Pericoli, italienischer Sänger
- 1929: Kenneth Henry, US-amerikanischer Eisschnellläufer
- 1929: Manfred Kaiser, deutscher Fußballspieler
- 1930: Gardy Granass, deutsche Filmschauspielerin
- 1930: Jack Greene, US-amerikanischer Country-Musiker
- 1931: André Le Goupil, französischer Vielseitigkeitsreiter
- 1931: Alan Maley, britischer Maler und Spezialeffektkünstler
- 1931: Hans Nordin, schwedischer Skispringer und Skisprungfunktionär
- 1932: Tormod Knutsen, norwegischer Nordischer Kombinierer, Olympiasieger
- 1932: Hugh Orr, kanadischer Flötist, Musikpädagoge und Instrumentenbauer
- 1932: Wolfgang Reichmann, deutscher Schauspieler
- 1932: Enrico Sabbatini, italienischer Kostümdesigner und Szenenbildner
- 1933: Heinz Aldinger, deutscher Fußballschiedsrichter
- 1933: Wladimir Petrowitsch Ferapontow, sowjetischer bzw. russischer Schauspieler, Synchronsprecher, Sänger und Synchronregisseur
- 1933: Karl Heinrich Greune, deutscher Maler und Grafiker
- 1933: Richard F. Kneip, US-amerikanischer Politiker
- 1933: Eberhard Mahle, deutscher Automobilrennfahrer
- 1933: Phil Mulkey, US-amerikanischer Zehnkämpfer
- 1934: Willy Bostelmann, deutscher Mediziner und Hochschullehrer
- 1934: Charles Jenkins Sr., US-amerikanischer Sprinter, Olympiasieger
- 1934: Tassos Papadopoulos, zypriotischer Staatspräsident
- 1935: Sergio Ammirata, italienischer Schauspieler
- 1935: Marion Asche, deutsche Physikerin und Professorin
- 1935: Sophie Behr, deutsche Science-Fiction-Autorin
- 1935: Waleri Nikolajewitsch Kubassow, russischer Kosmonaut
- 1935: Noam Sheriff, israelischer Komponist
- 1936ː Ioana Bulcă, rumänische Schauspielerin
- 1936: Amiri Mangashti, iranischer Gewichtheber
- 1937: Sylvia Caduff, Schweizer Dirigentin
- 1937: Ali Soilih, komorischer Staatspräsident

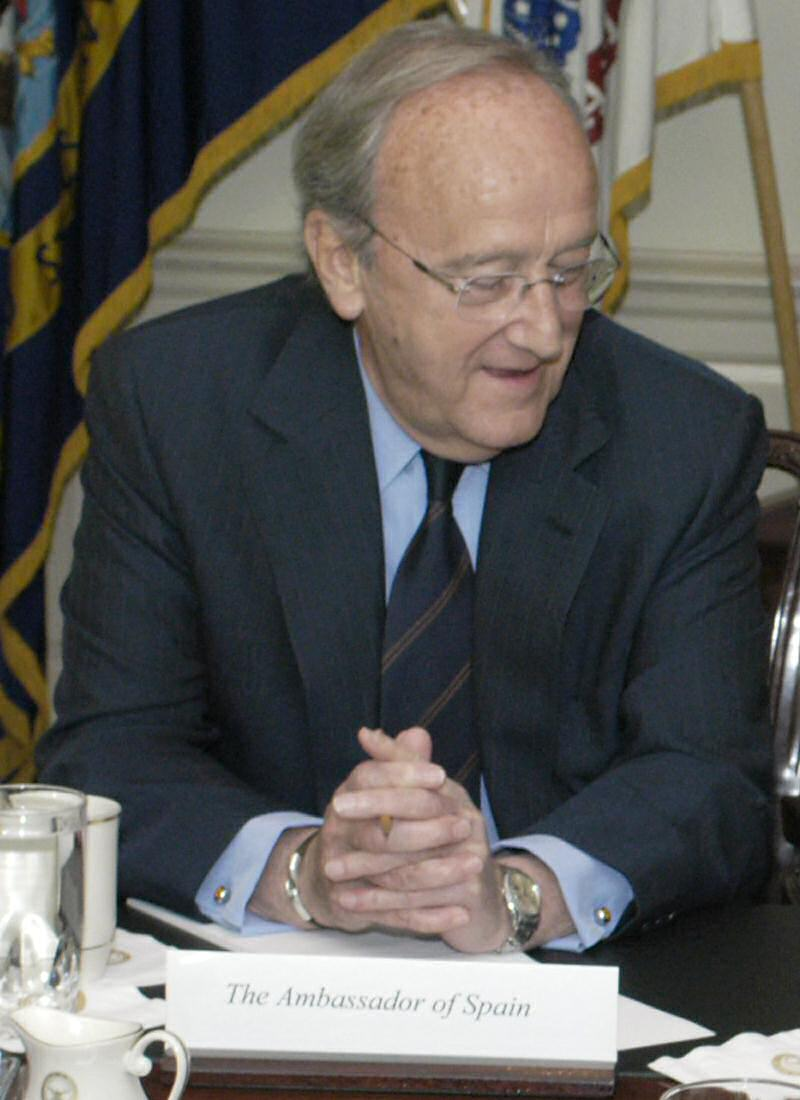
Carlos Westendorp (* 1937)

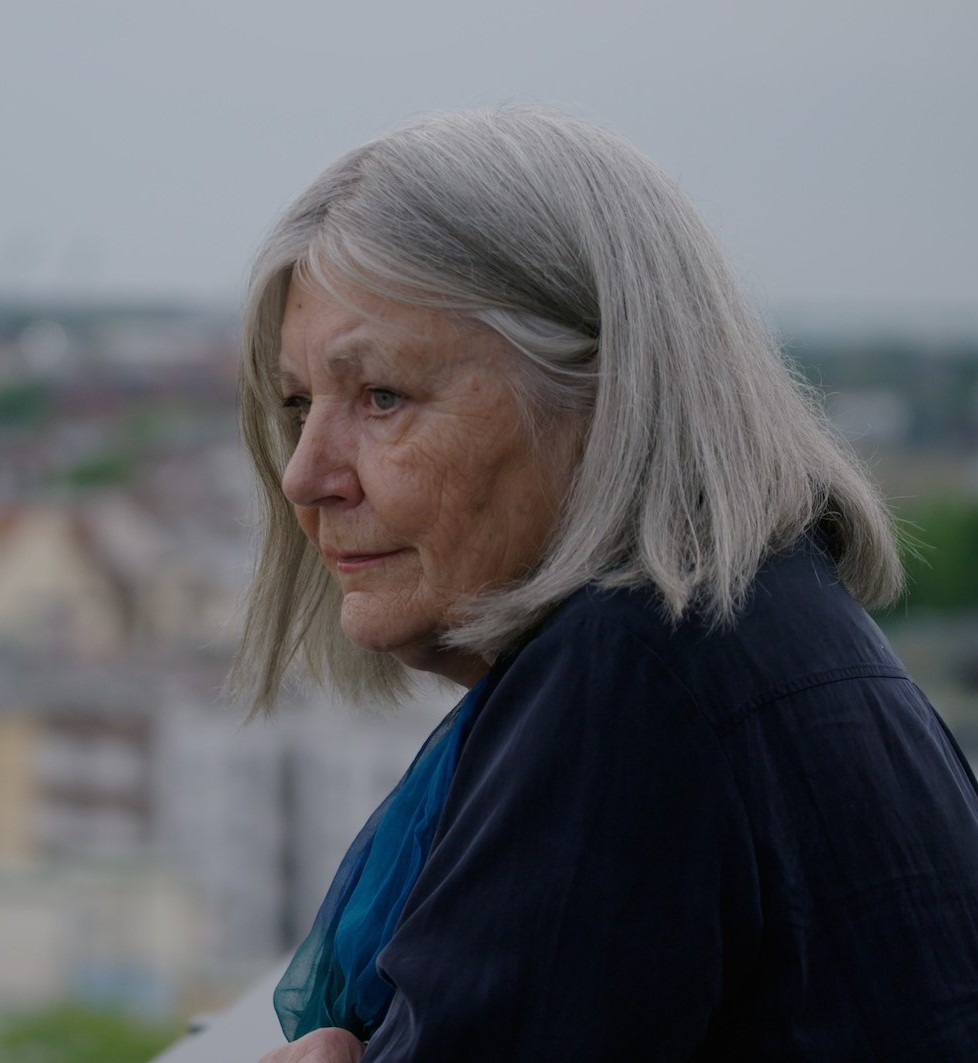
Helga Schubert (* 1940)

- 1937: Carlos Westendorp Cabeza, spanischer Diplomat und Politiker
- 1938: Rauno Aaltonen, finnischer Rallyefahrer
- 1938: Christfried Berger, deutscher Theologe
- 1938: Wolfgang Braumann, deutscher Drehbuchautor und Kameramann
- 1938: Patrick John, dominicanischer Politiker und Ministerpräsident
- 1938: Morgan Powell, US-amerikanischer Komponist, Jazzposaunist und Musikpädagoge
- 1938: Rory Storm, britischer Rockmusiker, Sänger
- 1938: Roland Topor, französischer Autor, Schauspieler und Maler
- 1939: Ronald L. Akers, US-amerikanischer Soziologe und Kriminologe
- 1939: Hilmar Baumann, deutscher Schauspieler
- 1939: Michael von Griechenland, griechischer Prinz
- 1939: Brausch Niemann, südafrikanischer Automobilrennfahrer
- 1939: Helga Seibert, deutsche Juristin, Richterin des Bundesverfassungsgerichts
- 1939: Rosina Wachtmeister, österreichische Künstlerin
- 1940: Armin Abmeier, deutscher Buchhändler und Herausgeber
- 1940: Helga Schubert, deutsche Psychologin und Autorin
- 1941: John E. Walker, US-amerikanischer Biochemiker
- 1941: Iona Brown, britische Violinistin und Dirigentin
- 1941: Jörg Franke, deutscher Manager

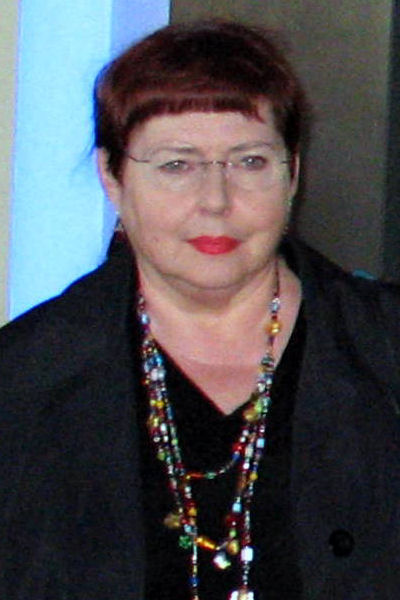
Hildegard Alex (* 1942)

- 1942: Hildegard Alex, deutsche Schauspielerin
- 1942: Wassili Iwanowitsch Alexejew, sowjetischer Gewichtheber
- 1942: Hellmut G. Haasis, deutscher Historiker und Autor
- 1942: Paul Revere, US-amerikanischer Musiker
- 1942: Danny Williams, südafrikanischer Musiker
- 1943: Bodo von Borries, deutscher Geschichtsdidaktiker und Historiker
- 1943: Diethelm Klippel, deutscher Rechtswissenschaftler und Hochschullehrer
- 1943: Harro Remmert, deutscher Jockey und Galopptrainer
- 1943: Sadako Sasaki, japanische Schülerin, Opfer des Atombombenabwurfs auf Hiroshima
- 1944: Mario Bertini, italienischer Fußballspieler
- 1944: Wolfgang Franz, deutscher Volkswirt
- 1944: Hans-Joachim Grubel, deutscher Schauspieler
- 1944: Rainer Kuhlen, deutscher Informationswissenschaftler und Universitätsprofessor
- 1944: Ursula Männle, deutsche Politikerin, MdL
- 1944: Mike McGear, britischer Musiker
- 1945: Dave Cousins, britischer Musiker
- 1945: Jean-Claude Lefèbvre, französischer Automobilrennfahrer und Motorsportfunktionär

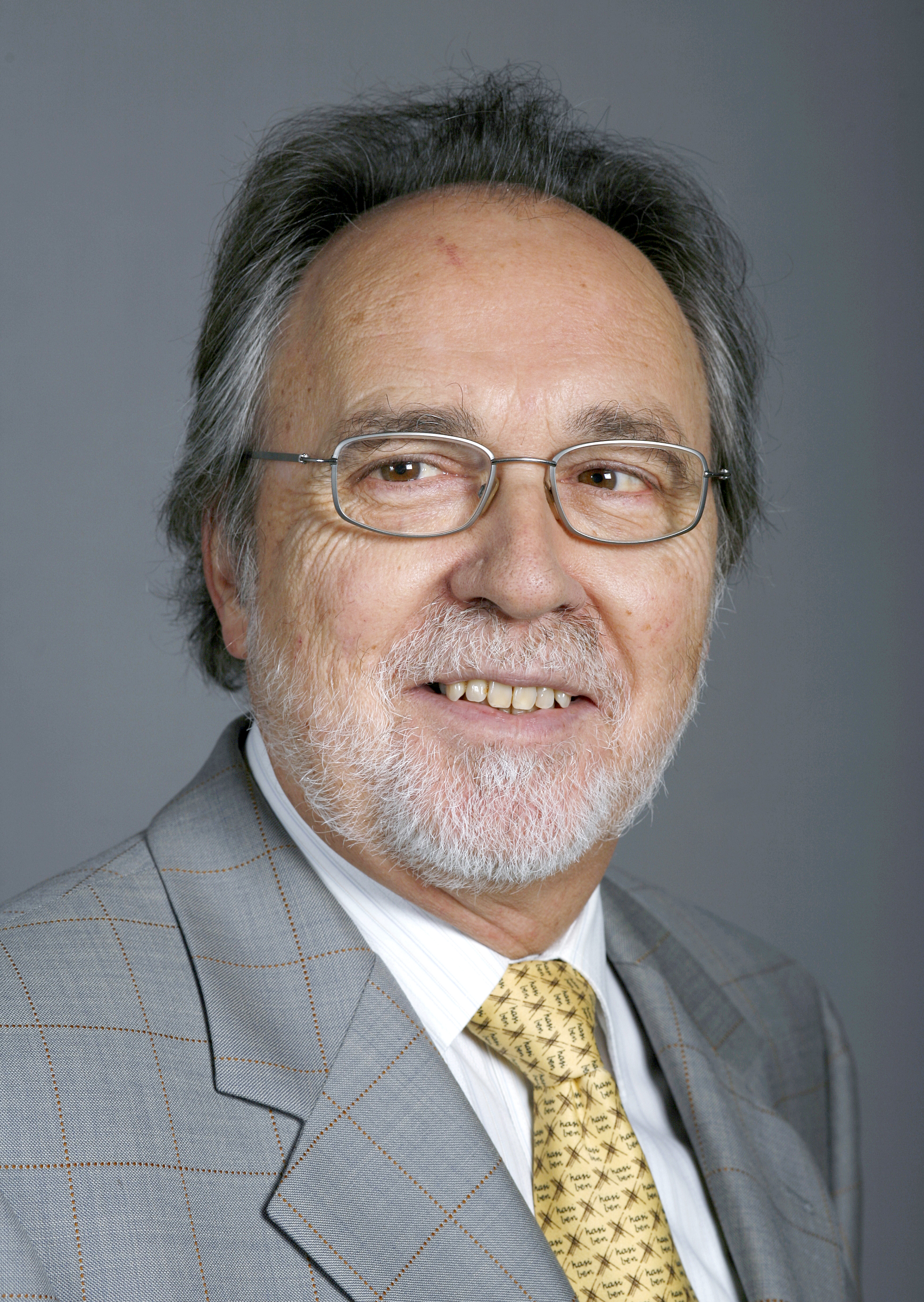
Dick Marty (* 1945)

- 1945: Dick Marty, Schweizer Politiker
- 1945: Raila Odinga, kenianischer Politiker
- 1945: Marlies Wanjura, deutsche Politikerin
- 1946: Jeffrey B. Berlin, US-amerikanischer Literaturwissenschaftler und Germanist
- 1946: Agnieszka Duczmal, polnische Dirigentin
- 1946: Vann Nath, kambodschanischer Maler, Überlebender des Foltergefängnisses Tuol Sleng
- 1946: Ruth Oswalt, Schweizer Schauspielerin
- 1946: Ursula Sillge, deutsche Soziologin und LGBTQ-Aktivistin
- 1946: Jann Wenner, US-amerikanischer Journalist und Publizist, Gründer des Rolling Stone
- 1946: Mike Wilds, britischer Automobilrennfahrer
- 1947: Heinz Aemisegger, Schweizer Jurist, Bundesrichter und Präsident des Bundesgerichts
- 1947: Sadık Ahmet, griechischer Politiker und Chirurg
- 1947: Josip Alebić, jugoslawischer Leichtathlet
- 1947: Dan Emil Anca, rumänischer Fußballspieler und -trainer
- 1947: Stefan Angelow, bulgarischer Ringer
- 1947: Jean-Marie Lemerle, französischer Automobilrennfahrer und Rennstallbesitzer
- 1947: Ichirō Mizuki, japanischer Sänger
- 1948: Koloman Gögh, tschechoslowakischer Fußballspieler und -trainer

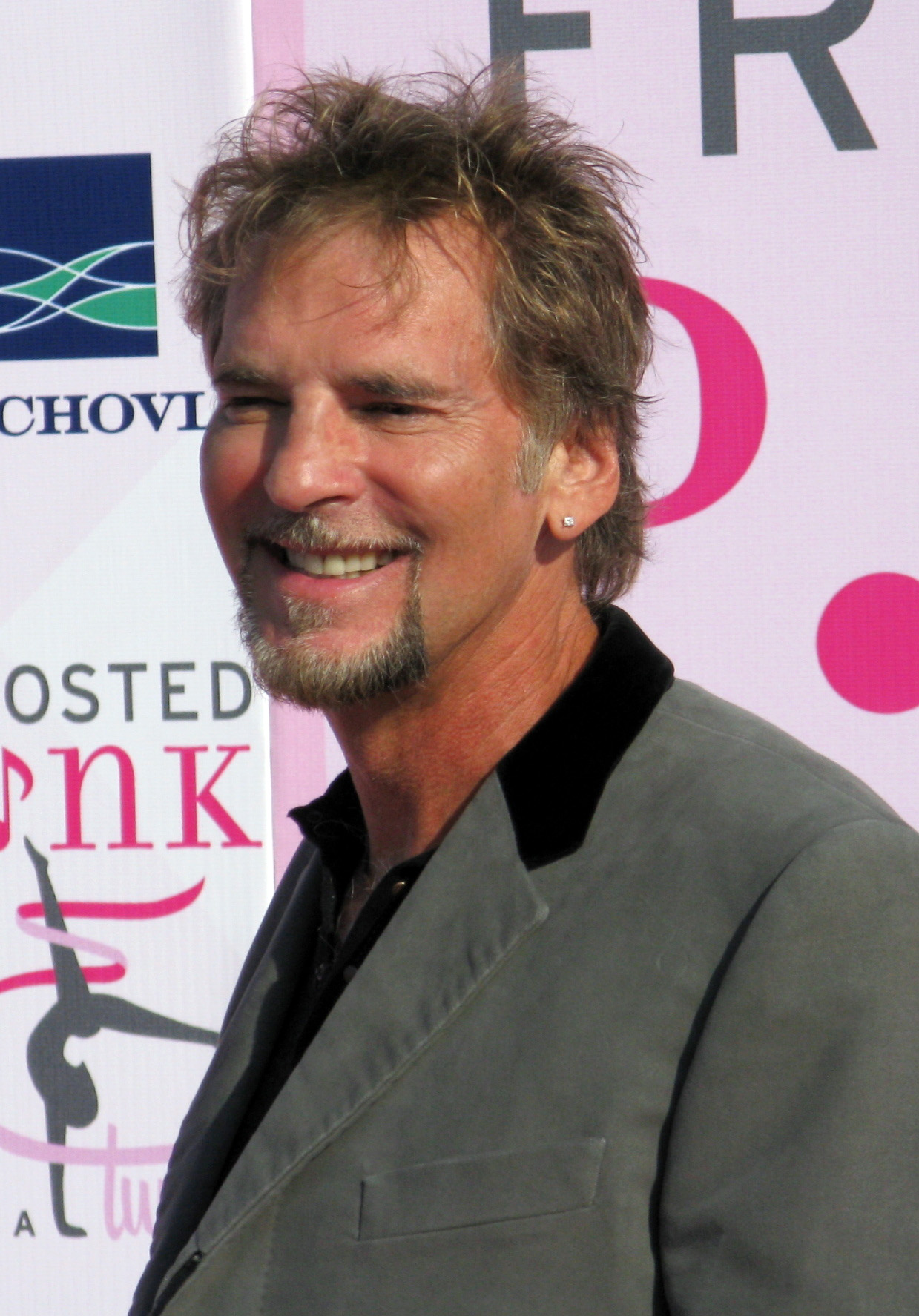
Kenny Loggins (* 1948)

- 1948: Kenny Loggins, US-amerikanischer Sänger, Gitarrist und Songwriter
- 1948: Bernd Scheelen, deutscher Politiker, MdB
- 1949: Paul Faßnacht, deutscher Schauspieler
- 1949: Peter Cäsar Gläser, deutscher Rockmusiker
- 1949: Hans-Otto Hiestermann, deutscher Fußballspieler
- 1949: Steven Williams, US-amerikanischer Schauspieler
- 1950: Harry Böseke, deutscher Schriftsteller
- 1950: Juan Gabriel, mexikanischer Sänger
- 1950: Erin Gray, US-amerikanische Schauspielerin
- 1950: Stanley Grenz, US-amerikanischer Theologe und Ethiker

#### 1951–1975

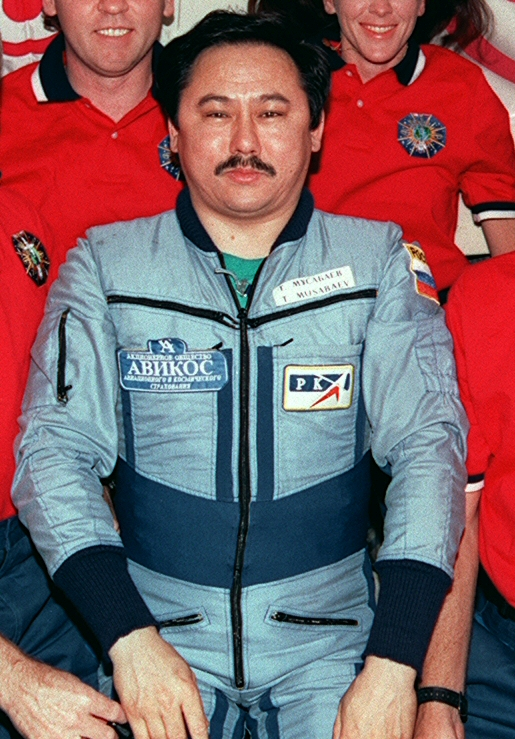
Talghat Mussabajew (* 1951)

- 1951: Talghat Mussabajew, kasachischer Kosmonaut
- 1951: Massimo Sigala, italienischer Automobilrennfahrer
- 1952: Manfred Baldauf, deutscher Politiker
- 1952: Hans-Josef Fell, deutscher Politiker
- 1952: Sammo Hung, chinesischer Martial-Arts-Künstler, Schauspieler und Regisseur
- 1952: Hans-Dieter Jancker, deutscher Journalist
- 1953: Jenis Kristian av Rana, färöischer Politiker
- 1953: Dionne Brand, kanadische Schriftstellerin
- 1953: Dieter Hoeneß, deutscher Fußballspieler und -manager
- 1953: Dieter-Lebrecht Koch, deutscher Politiker, MdEP
- 1953: Robert Longo, US-amerikanischer Künstler
- 1953: Leslie Mandoki, deutscher Musiker und Musikproduzent
- 1954: José María Vitier, kubanischer Pianist und Komponist
- 1956: David Caruso, US-amerikanischer Schauspieler
- 1956: Judit Kovács, ungarische Bogenschützin
- 1956: Leonard Lansink, deutscher Schauspieler
- 1956: Mike Liut, kanadischer Eishockeytorhüter
- 1956: Uwe Ochsenknecht, deutscher Schauspieler und Sänger
- 1956: Karl-Heinz Petzinka, deutscher Architekt
- 1956: Ignacio Walker, chilenischer Politiker
- 1956: Herbert Willi, österreichischer Komponist
- 1956: August Zirner, deutscher Schauspieler
- 1957: Nicholson Baker, US-amerikanischer Schriftsteller
- 1957: Christian Constantin, Schweizer Unternehmer und Architekt

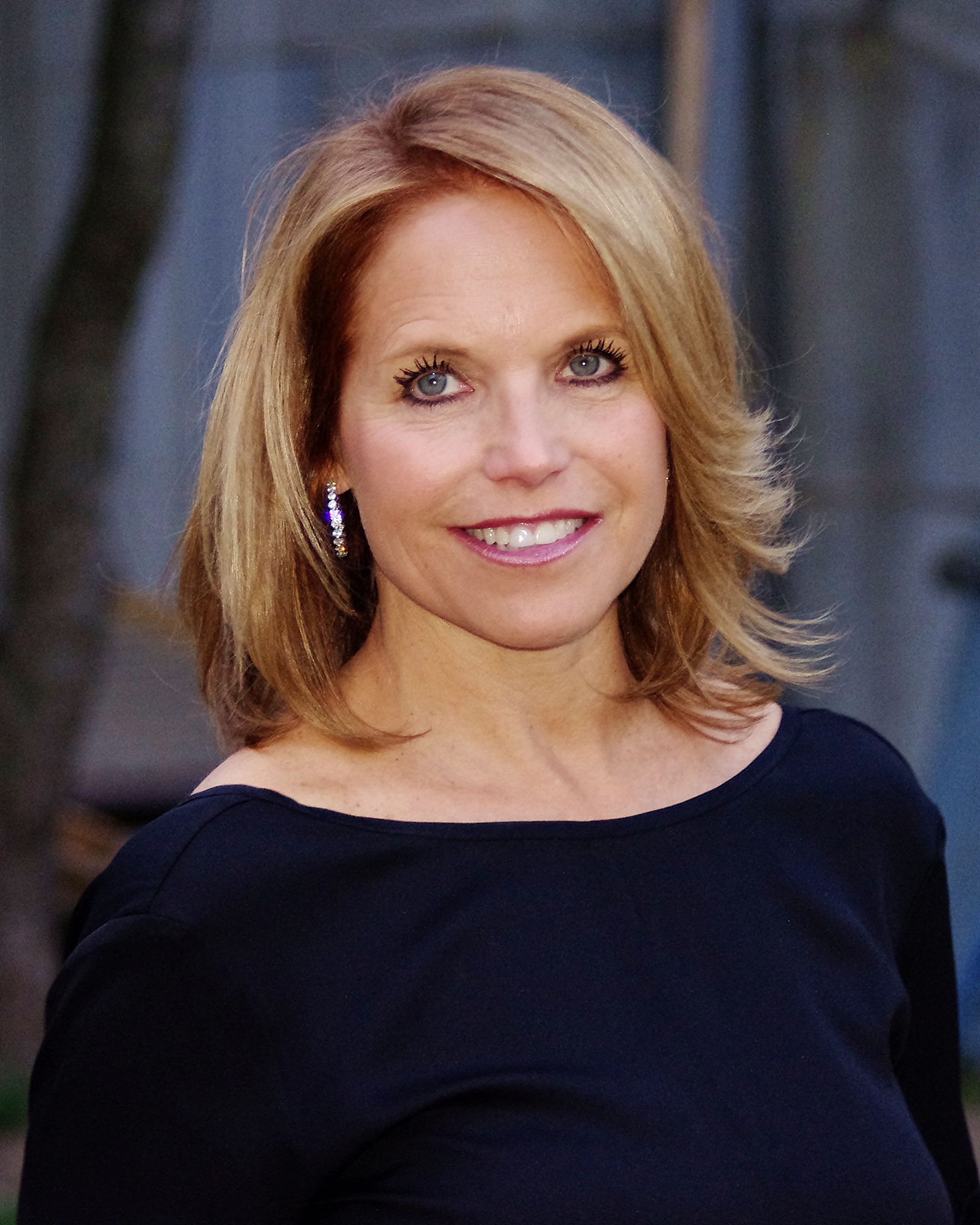
Katie Couric (* 1957)

- 1957: Katie Couric, US-amerikanische Journalistin und Korrespondentin
- 1957: Hank Häberle, deutscher Country-Musiker
- 1957: Andreas Staribacher, österreichischer Politiker
- 1958: Florian Beck, deutscher Skirennläufer
- 1958: Miki Biasion, italienischer Rallyefahrer
- 1958: Linda Kozlowski, US-amerikanische Schauspielerin
- 1958: David Lee Murphy, US-amerikanischer Country-Musiker
- 1959: Friedrich Ani, deutscher Schriftsteller
- 1959: Manfred Fischer, deutscher Motorradrennfahrer
- 1959: Stefan Kuhnke, deutscher Ruderer
- 1960: Steve Webster, britischer Motorradrennfahrer
- 1961: Nils Økland, norwegischer Violinist und Komponist
- 1961: Roland Suso Richter, deutscher Regisseur und Produzent
- 1961: Rainer Schmeltzer, deutscher Politiker, 1. Vizepräsident des NRW-Landtags
- 1961: Mark Allen Shepherd, US-amerikanischer Filmschauspieler
- 1961: David Toub, US-amerikanischer Komponist
- 1962: Abigail Johnson, US-amerikanische Managerin, Präsidentin von Fidelity Investments
- 1962: Hallie Todd, US-amerikanische Schauspielerin
- 1963: Georg Arnfinn Andersen, norwegischer Kugelstoßer
- 1963: Ioan Grigoraș, rumänischer Ringer
- 1963: Mohammed Yaseen Mohammed, irakischer Gewichtheber

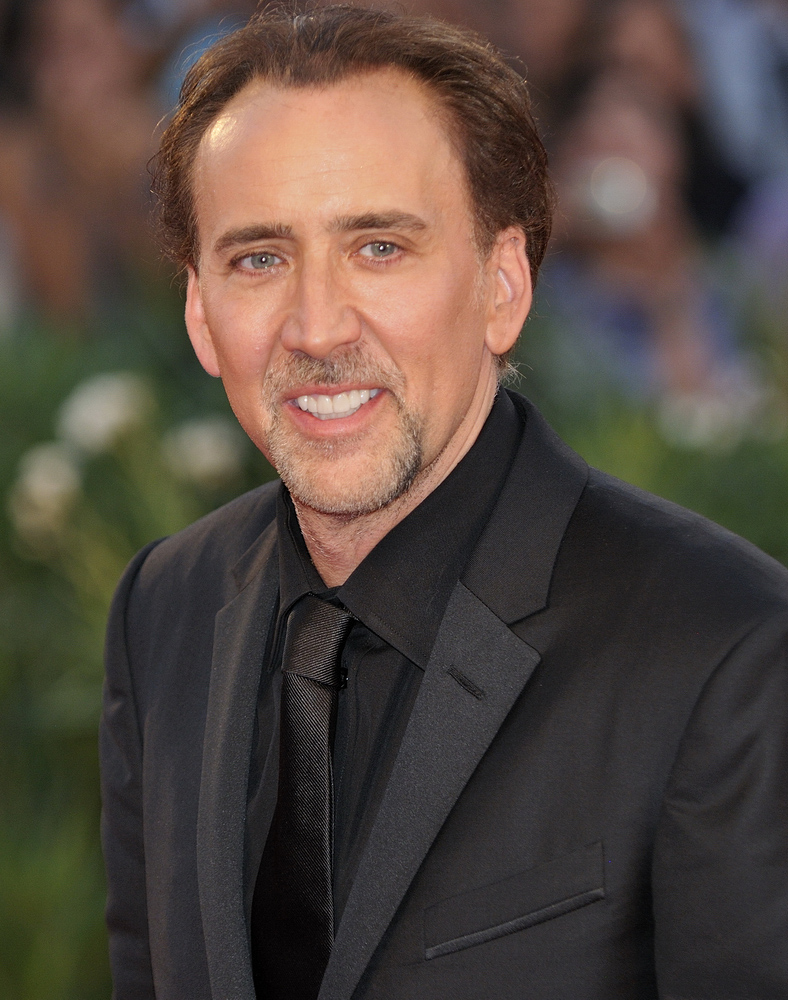
Nicolas Cage (* 1964)

- 1964: Nicolas Cage, US-amerikanischer Schauspieler
- 1964: Jürgen Pohl, deutscher Politiker
- 1964: Bratan Zenow, bulgarischer Ringer, Welt- und Europameister
- 1965: Beate Andres, deutsche Hörspielregisseurin
- 1965: Chris Kempers, deutsche Sängerin
- 1965: Dieter Thomas Kuhn, deutscher Musiker
- 1965: Alessandro Lambruschini, italienischer Hindernisläufer, Europameister
- 1966: Ergin Ataman, türkischer Basketballspieler und Trainer
- 1966: Carolyn Bessette-Kennedy, US-amerikanische Managerin, Ehefrau von John F. Kennedy Jr.
- 1966: Jens Eckhoff, deutscher Politiker
- 1966: Corrie Sanders, südafrikanischer Boxer
- 1966: Heiko Scholz, deutscher Fußballspieler und -trainer
- 1966: Markus Schupp, deutscher Fußballspieler und -trainer
- 1967: Johannes Brandrup, deutscher Filmschauspieler
- 1967: Jacob Ericksson, schwedischer Schauspieler
- 1967: Ole Kristian Furuseth, norwegischer Skirennläufer
- 1968: San Glaser, Jazz-, Soul- und Pop-Sängerin holländisch-indonesischer Abstammung
- 1968: Mike Rosati, kanadisch-italienischer Eishockeytorwart

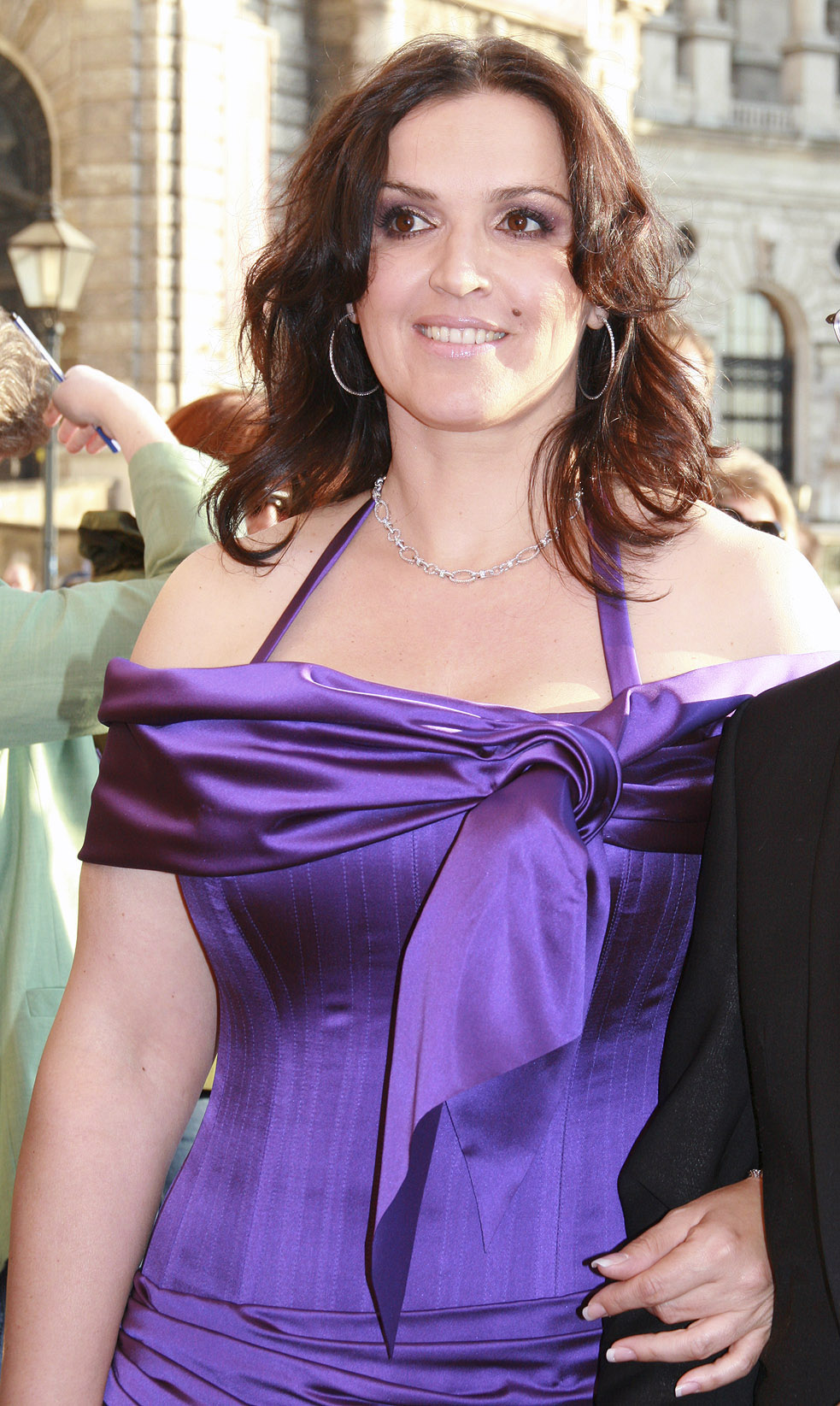
Barbara Karlich (* 1969)

- 1969: Barbara Karlich, österreichische Fernsehmoderatorin
- 1970: Doug E. Doug, US-amerikanischer Schauspieler
- 1970: João Ricardo, angolanischer Fußballspieler
- 1970: Oliver Schnellrieder, österreichischer Fußballspieler
- 1970: Miroslav Stević, serbischer Fußballspieler und -manager
- 1970: Christian Thomé, deutscher Jazzmusiker
- 1971: Emanuele Canonica, italienischer Profigolfer
- 1971: Helen Darville, australische Schriftstellerin und Journalistin
- 1971: Jens Lüdtke, deutscher Handballtrainer und Handballspieler
- 1971: DJ Ötzi, österreichischer Sänger und Entertainer
- 1971: Kevin Rahm, US-amerikanischer Schauspieler

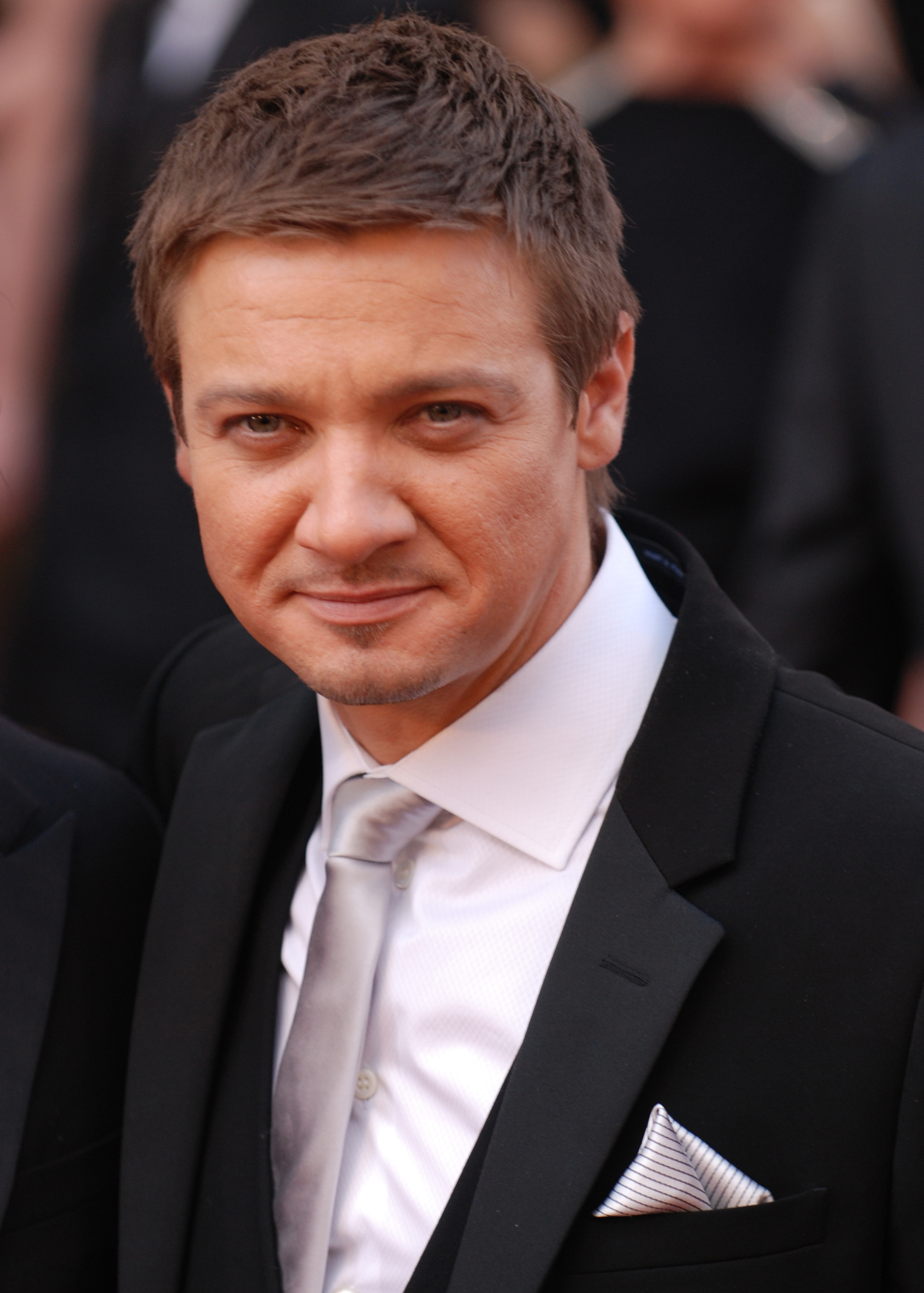
Jeremy Renner (* 1971)

- 1971: Jeremy Renner, US-amerikanischer Filmschauspieler
- 1971: Fred van Zutphen, niederländischer Bogenschütze
- 1972: C-Rock, deutscher DJ und Musikproduzent
- 1972: Carsten Heymann, deutscher Biathlet
- 1972: Swetlana Sergejewna Schurowa, russische Eisschnellläuferin
- 1974: Jean-Marc Birkholz, deutscher Schauspieler
- 1975: Josh Blake, US-amerikanischer Fernsehschauspieler
- 1975: Piia-Noora Kauppi, finnische Politikerin, MdEP
- 1975: Shawn Phelan, US-amerikanischer Filmschauspieler und Musiker
- 1975: Michael Wurst, deutscher Sänger

#### 1976–2000
- 1976: Grigori Alexandrowitsch Andrejew, russischer Marathonläufer

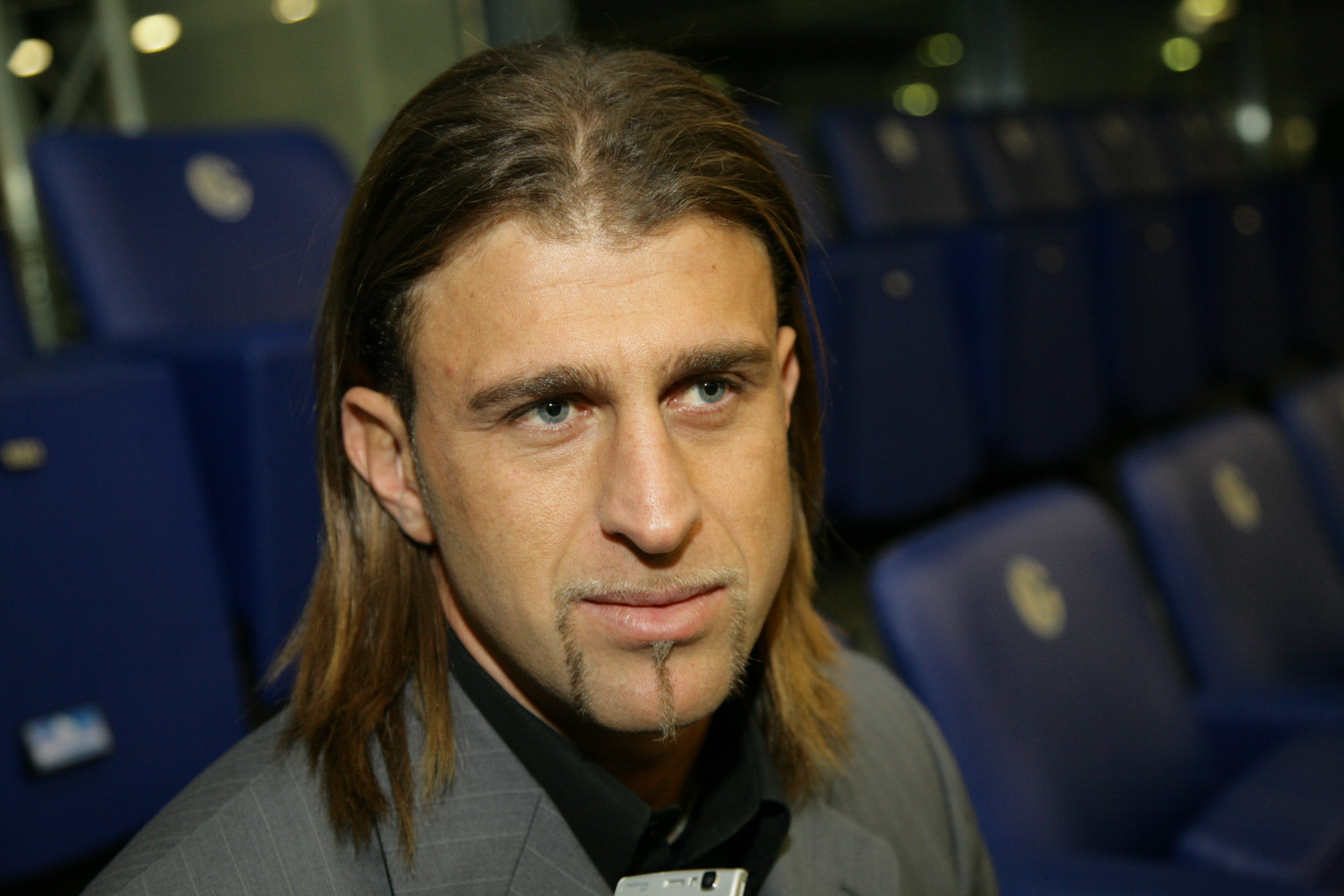
Marcelo Bordon (* 1976)

- 1976: Marcelo Bordon, brasilianischer Fußballspieler
- 1976: Wachtang Dartschinjan, armenischer Boxer
- 1976: Christoph Dieckmann, deutscher Beachvolleyballspieler
- 1976: Markus Dieckmann, deutscher Beachvolleyballspieler
- 1976: Dsmitryj Dsjabelka, belarussischer Ringer
- 1976: Nic Endo, US-amerikanische Musikerin
- 1976: Kaies Ghodhbane, tunesischer Fußballspieler
- 1976: Nilton Mendes, brasilianischer Fußballspieler
- 1977: Guy Gross, deutscher Popsänger
- 1977: Klaus Kathan, deutscher Eishockeyspieler
- 1977: Playboy 51, deutscher Kleindarsteller
- 1977: Richard Rochefort, kanadischer Eishockeyspieler
- 1978: Denis Anatoljewitsch Inkin, russischer Boxer
- 1978: Jean Charles de Menezes, brasilianischer Arbeiter, versehentlich von Londoner Polizisten erschossen
- 1979: Aloe Blacc, US-amerikanischer Sänger
- 1979: Christophe Guénot, französischer Ringer
- 1979: Zdeněk Klauda, tschechischer Komponist und Musikwissenschaftler

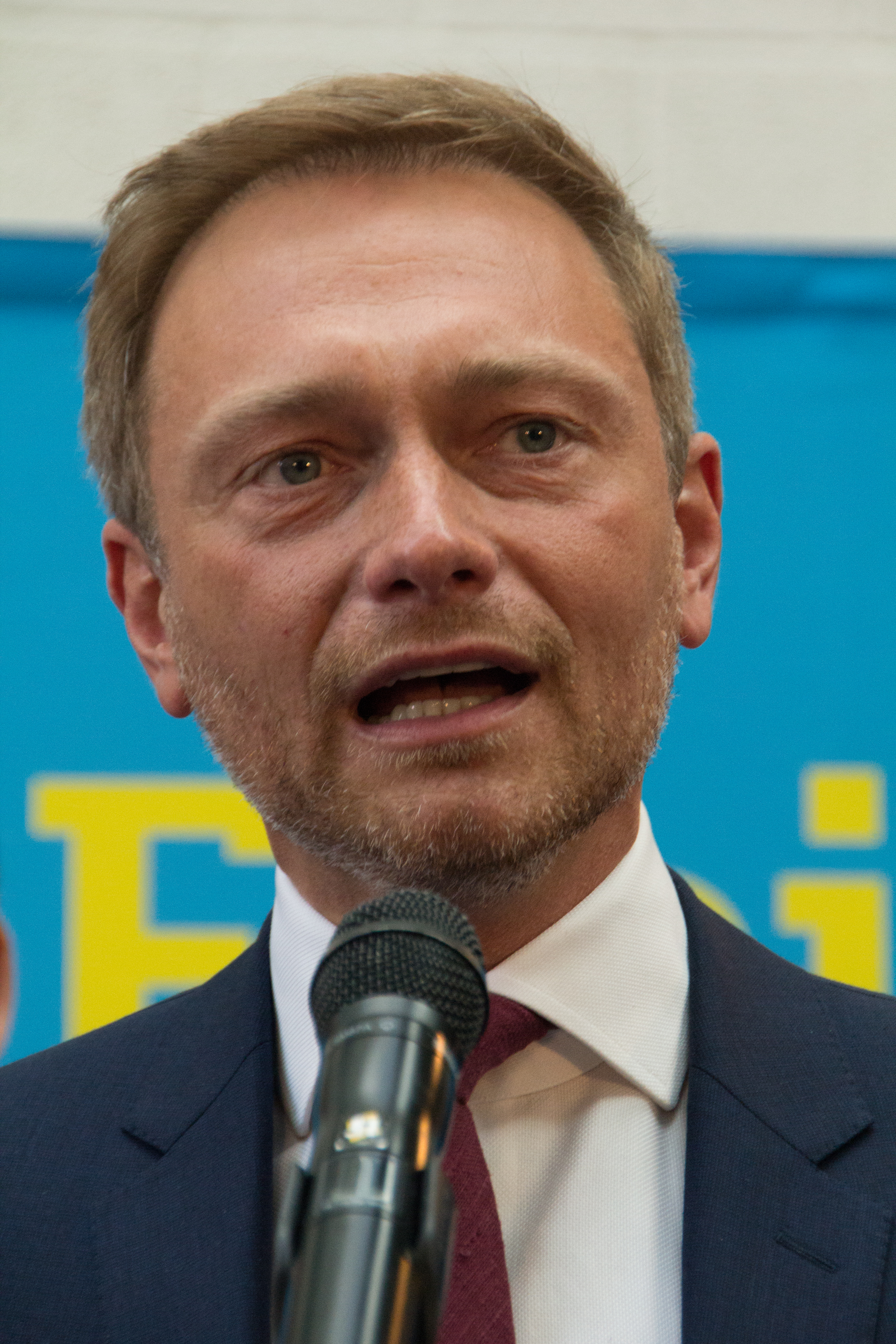
Christian Lindner (* 1979)

- 1979: Christian Lindner, deutscher Politiker
- 1979: Ricardo Maurício, brasilianischer Rennfahrer
- 1980: David Arroyo, spanischer Radrennfahrer
- 1980: Margarita Breitkreiz, deutsche Schauspielerin
- 1981: Alex Auld, kanadischer Eishockeytorwart
- 1981: Ania Dąbrowska, polnische Popmusikerin
- 1981: Edison Miranda, kolumbianischer Boxer
- 1982: Karolina Łukasik, polnische Boxerin
- 1982: Andreas Matzbacher, österreichischer Radrennfahrer
- 1982: Jade North, australischer Fußballspieler
- 1982: Hannah Stockbauer, deutsche Schwimmsportlerin
- 1982: Camilo Villegas, kolumbianischer Profigolfer
- 1982: Steve Windolf, deutscher Schauspieler
- 1983: Alena Bunas, belarussische Billardspielerin
- 1983: Marc Burns, Leichtathlet aus Trinidad und Tobago
- 1983: Marcel Hagmann, deutscher Fußballspieler
- 1983: Aleksander Miśta, polnischer Schachspieler
- 1984: Xavier Margairaz, Schweizer Fußballspieler
- 1984: Luke McShane, britischer Schachgroßmeister
- 1984: Max Riemelt, deutscher Schauspieler
- 1984: Yorikatsu Tsujiko, japanischer Unternehmer und Autorennfahrer

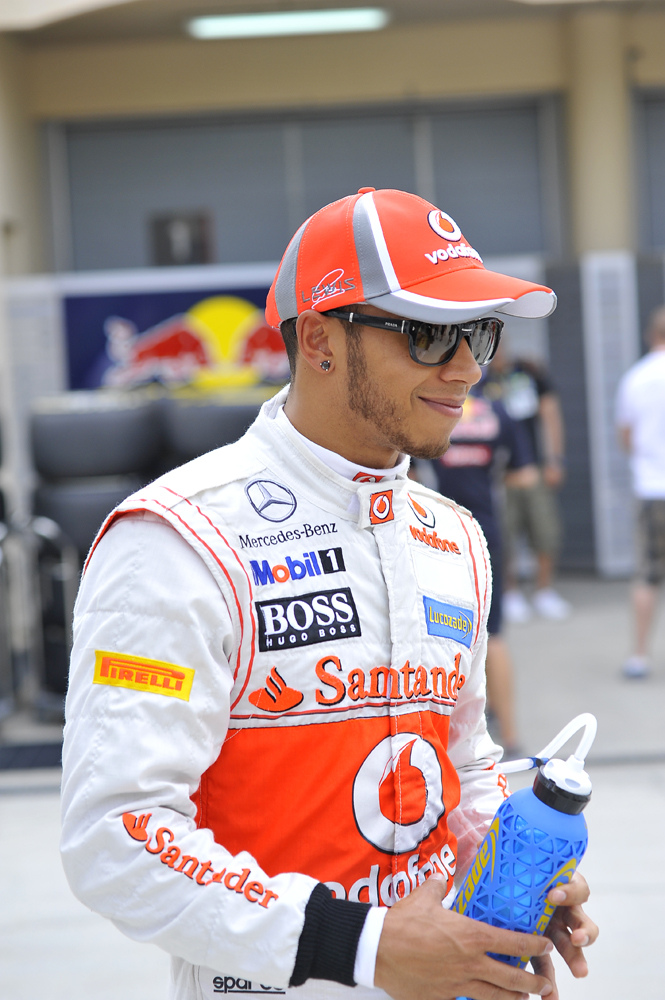
Lewis Hamilton (* 1985)

- 1985: Lewis Hamilton, britischer Automobilrennfahrer
- 1985: Bănel Nicoliță, rumänischer Fußballspieler
- 1986: Torsten Oehrl, deutscher Fußballspieler
- 1987: Davide Astori, italienischer Fußballspieler
- 1987: Lyndsy Fonseca, US-amerikanische Schauspielerin
- 1988: Haley Bennett, US-amerikanische Sängerin und Schauspielerin
- 1988: Hardwell, niederländischer DJ und Produzent
- 1988: Daniel Halfar, deutscher Fußballspieler
- 1988: Max Philip Koch, deutscher Schauspieler
- 1988: Lisett Stuppy, deutsche Politikerin
- 1989: John Degenkolb, deutscher Radrennfahrer
- 1989: Emiliano Adrián Insúa, argentinischer Fußballspieler
- 1989: Björn Kopplin, deutscher Fußballspieler
- 1989: Shōhei Matsunaga, japanischer Fußballspieler
- 1990: Liam Aiken, US-amerikanischer Schauspieler
- 1990: Elene Gedewanischwili, georgische Eiskunstläuferin
- 1990: Camryn Elizabeth Grimes, US-amerikanische Schauspielerin
- 1990: Ivo Pinto, portugiesischer Fußballspieler
- 1990: Gregor Schlierenzauer, österreichischer Skispringer
- 1991: Michelangelo Albertazzi, italienischer Fußballspieler
- 1991: Danny Blum, deutscher Fußballspieler
- 1991: Eden Hazard, belgischer Fußballspieler
- 1991: Roberto Pereyra, argentinischer Fußballspieler
- 1992: Choren Bajramjan, armenisch-russischer Fußballspieler
- 1992: Juan Miguel Basulto Medina, mexikanischer Fußballspieler
- 1992: Thomas Bruns, niederländischer Fußballspieler
- 1992: Erik Gudbranson, kanadischer Eishockeyspieler
- 1993: Jan Oblak, slowenischer Fußballspieler
- 1993: Nico Santos, deutscher Singer-Songwriter
- 1993: Mariana Ugalde, mexikanische Badmintonspielerin
- 1994: Thibault Corbaz, Schweizer Fußballspieler
- 1996: Carina Mair, österreichische Skeletonpilotin
- 1998: Vegard Erlien, norwegischer Fußballspieler
- 1999: Moody Chana, deutsch-kamerunischer Fußballspieler
- 2000: Aurelia Stern, deutsche Schauspielerin

### 21. Jahrhundert
- 2001: Dennis Foggia, italienischer Motorradrennfahrer
- 2001: Živa Klemenčič, slowenische Biathletin
- 2003: Max Hagemoser, deutscher Fußballspieler
- 2004: Alexandria Loutitt, kanadische Skispringerin
- 2010: Josephina Neumann, deutsche Tischtennisspielerin

## Gestorben

### Vor dem 16. Jahrhundert
- 0312: Lukian von Antiochia, frühchristlicher Theologe
- 0507: Buretsu, japanischer Kaiser
- 0548: Valentian Bischof von Chur
- 0672: Tenji, japanischer Kaiser
- 0702: Tillmann von Solignac, altsächsischer Mönch, Priester, Einsiedler und Heiliger
- 0881: Seiwa, Tennō (Kaiser) von Japan
- 1077: Johan II. van Arkel, Lehenheer des Landes van Arkel, von Heukelom und Polsbroek
- 1130: Balderich von Dol, französischer Abt und Bischof
- 1131: Knud Lavard, dänischer Adliger, Herzog von Schleswig
- 1285: Karl I., sizilianischer König, Herzog von Anjou und Bruder des französischen Königs Ludwig IX.

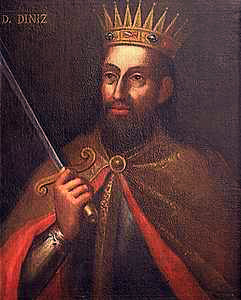
König Dionysius von Portugal († 1325)

- 1325: Dionysius, portugiesischer König
- 1326: Pietro Colonna, Kardinal
- 1355: Inês de Castro, spanische Adlige
- 1361: Gerlach I., Graf von Nassau
- 1387: Peter IV., König von Aragon
- 1403: Simon von Speyer, deutscher Geistlicher, Weihbischof in Köln
- 1451: Felix V., französischer Geistlicher, letzter Gegenpapst
- 1491: Lambert van der Heggen, deutscher Priester, Generalvikar in Köln

### 16. bis 18. Jahrhundert
- 1507: Cosimo Rosselli, Florentiner Maler
- 1515: Matthäus Landauer, Nürnberger Kaufmann
- 1529: Peter Vischer der Ältere, deutscher Bildhauer und Erzgießer

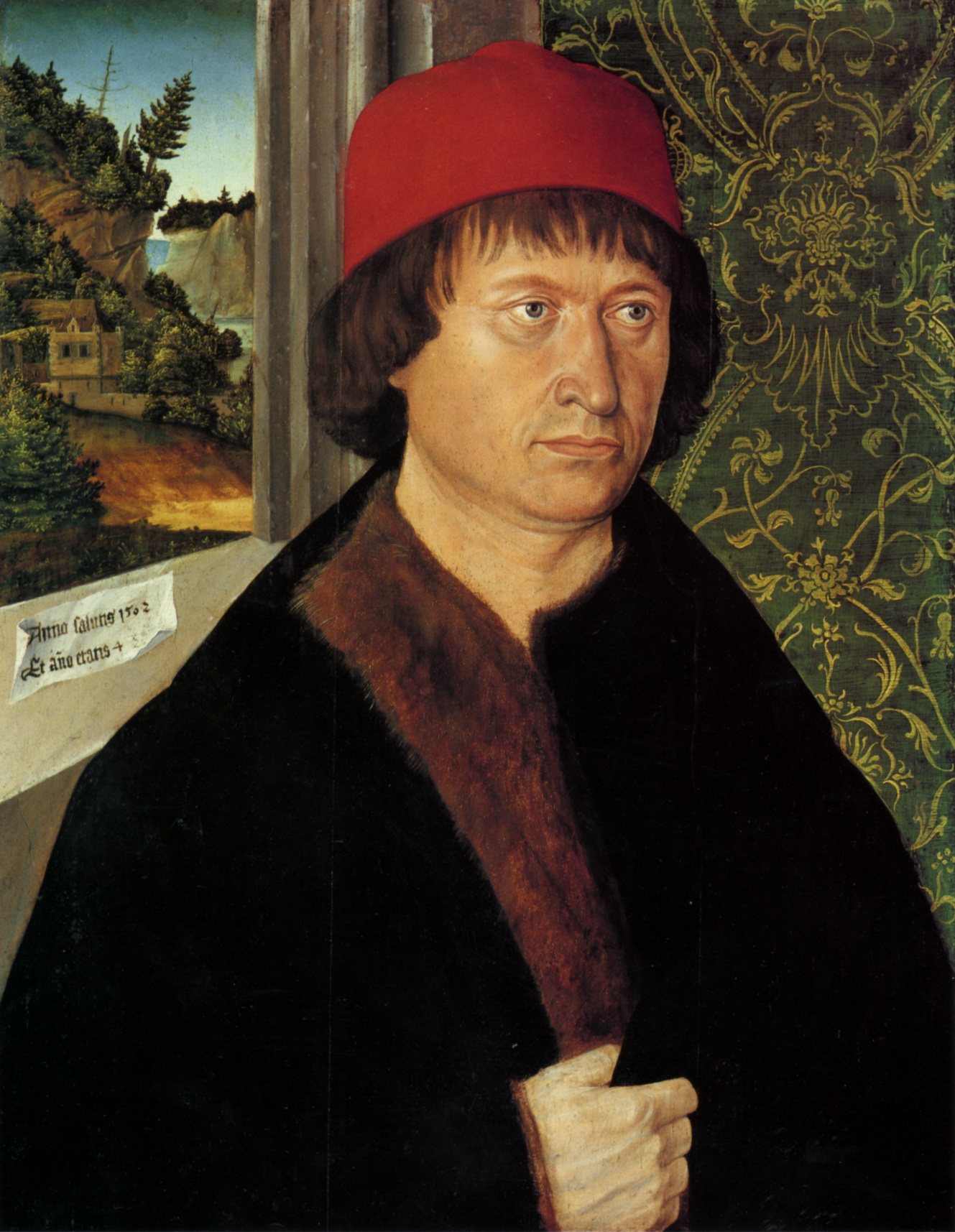
Hugo von Hohenlandenberg († 1532)

- 1532: Hugo von Hohenlandenberg, deutscher Adliger, Fürstbischof von Konstanz
- 1536: Katharina von Aragon, spanische Adlige und englische Königin, erste Frau Heinrichs VIII.
- 1562: Johannes IV. Beck, Abt des Zisterzienserklosters in Ebrach
- 1575: Wilhelm Werner von Zimmern, deutscher Historiker und Jurist
- 1590: Jakob Andreae, deutscher Theologe
- 1594: Lazarus Ercker, sächsischer und böhmischer Münzmeister, Guardein und Autor
- 1615: Samuel Selfisch, Verleger, Buchhändler, Bürgermeister von Wittenberg
- 1619: Nicholas Hilliard, englischer Miniaturenmaler und Siegelschneider
- 1626: Matthäus Bacmeister, deutscher Mediziner
- 1635: Hans Eltrich, Glockengießer aus Heilbronn
- 1638: Tomasz Zamoyski, polnischer Staatsmann
- 1643: Günther XLII., Graf von Schwarzburg-Sondershausen
- 1650: Ludwig I., deutscher Adliger, Fürst von Anhalt-Köthen
- 1655: Innozenz X., italienischer Geistlicher, Papst
- 1655: Laurids Pedersen Thura, dänischer Orientalist, Pädagoge und Pfarrer
- 1658: Theophilus Eaton, englischer Siedler in Nordamerika
- 1681: Magdalena Sibylla von Sachsen-Weißenfels, Herzogin von Sachsen-Gotha-Altenburg
- 1689: James Howard, 3. Earl of Suffolk, englischer Adeliger
- 1702: Laurentius von Schnüffis, österreichischer Komödiant, Hofschauspieler und Prediger
- 1713: Katherine Lowther, englische Adelige
- 1713: Karl Ernst von Waldstein, habsburgisch-österreichischer Diplomat
- 1715: François Fénelon, französischer Geistlicher und Schriftsteller
- 1715: Mary Somerset, englische Adelige und Botanikerin
- 1722: Antoine Coypel, französischer Maler
- 1723: Wilhelm Friedrich, Markgraf des fränkischen Fürstentums Ansbach
- 1726: Johann Georg Mohr, Salzburger Bildhauer
- 1730: Árni Magnússon, isländischer Gelehrter
- 1743: Anna Sophie von Reventlow, dänische Königin, Frau Friedrichs IV.
- 1750: Joseph Anton Merz, deutscher Maler
- 1753: Friedrich Girtanner, Bürgermeister von St. Gallen und Tagsatzungsgesandter
- 1769: Johann Thomas Wagner, deutscher Bildhauer
- 1770: Carl Gustaf Tessin, schwedischer Politiker, Reichsrat und Präsident der Staatskanzlei
- 1772: Hans von Aschersleben, preußischer Offizier und Beamter
- 1774: Antoine Clairiard de Choiseul de Beaupré, Kardinal der Römisch-Katholischen Kirche
- 1784: Johann Ernst Zeiher, deutscher Mathematiker und Mechaniker, Linguist und Optiker
- 1785: Anna von Hessen-Philippsthal-Barchfeld, hessische Prinzessin und durch Heirat Gräfin von Lippe-Detmold
- 1789ː Elisabeth Augusta von Baden-Baden, badische Prinzessin
- 1790: Johann Karl Götzinger, deutscher Theologe
- 1797: Carl Anton von Barth, Bürgermeister von München und Landschaftskanzler

### 19. Jahrhundert
- 1802: Johann Christoph Fahner, deutscher Mediziner
- 1804: Louis-Marie de Noailles, französischer General und Geschäftsmann
- 1809: Johann Peter Wagner, deutscher Bildhauer
- 1810: Josef Lipavský, tschechischer Komponist
- 1810: Johann Otto Thieß, deutscher lutherischer Theologe
- 1824: Johann David Naumann, preußischer Jurist
- 1830: Charlotte Joachime von Spanien, portugiesische Königin und spanische Prinzessin
- 1830: Thomas Lawrence, britischer Maler
- 1837: Franz Joseph Aloys Antony, deutscher katholischer Geistlicher, Kirchenmusiker, Pädagoge und Autor
- 1838: Josef Mathias Grassi, österreichischer Historien- und Porträtmaler
- 1842: Arnold Friedrich von Mieg, deutscher Politiker
- 1845: Karl von Bothmer, württembergischer Kammerherr und Gesandter am bayerischen Hof
- 1846: Granville Leveson-Gower, 1. Earl Granville, britischer Staatsmann und Diplomat
- 1848: Barthélemy Bouvier, Schweizer evangelischer Geistlicher
- 1848: Johann David Gruschwitz, deutscher Textilindustrieller
- 1864: Wilhelm Arnoldi, deutscher Geistlicher, Bischof von Trier

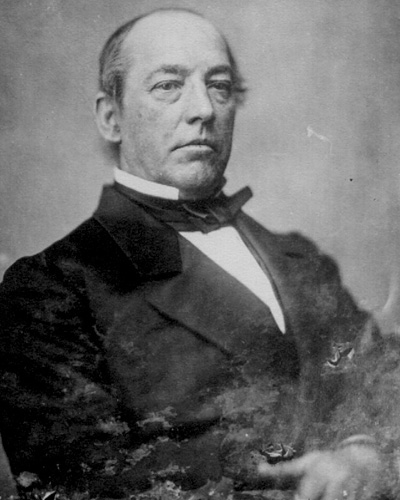
Caleb Blood Smith († 1864)

- 1864: Caleb Blood Smith, US-amerikanischer Politiker, Mitglied des US-Repräsentantenhauses, US-Innenminister
- 1866: Carl von Heyden, deutscher Politiker und Entomologe
- 1868: William Batchelder Bradbury, US-amerikanischer Komponist
- 1872: Archibald Atkinson, US-amerikanischer Politiker
- 1873: Herenäus Haid, deutscher Theologe, Autor und Übersetzer
- 1874: Ernesto Cavallini, italienischer Klarinettist und Komponist
- 1875: Karl Vissaula, Schweizer Politiker
- 1882: Ignacy Łukasiewicz, polnischer Chemiker, Apotheker und Erfinder

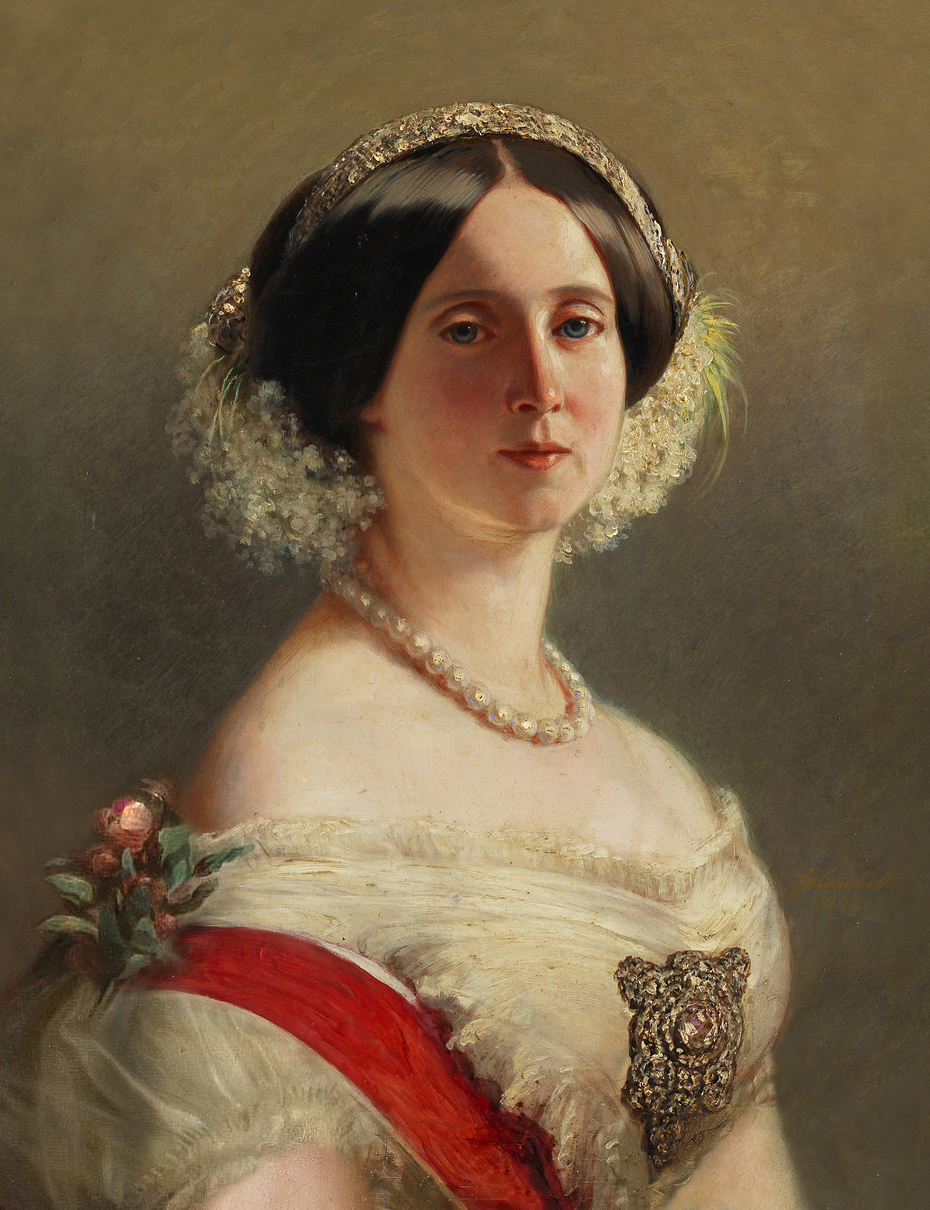
Augusta von Sachsen-Weimar-Eisenach († 1890)

- 1890: Augusta von Sachsen-Weimar-Eisenach, deutsche Kaiserin
- 1890: Hans Matthison-Hansen, dänischer Komponist und Organist
- 1891: Friedrich Mergner, deutscher Theologe und Komponist
- 1891: Wilhelm Taubert, deutscher Komponist
- 1892: Tawfiq, türkischer Vizekönig von Ägypten
- 1892: Ernst Wilhelm von Brücke, deutscher Physiologe
- 1892ː Elisabeth von Herzogenberg, deutsche Pianistin, Komponistin, Sängerin und Mäzenin
- 1893: Josef Stefan, österreichischer Mathematiker und Physiker
- 1894: Søren Jaabæk, norwegischer Politiker
- 1895: João Crisóstomo de Abreu e Sousa, Ministerpräsident von Portugal
- 1897: Johann Josef Huber, Schweizer Lehrer und Politiker
- 1898: Heinrich Herzog, Schweizer Lehrer und Jugendschriftsteller

### 20. Jahrhundert

#### 1901–1950
- 1903: Richard Fresenius, deutscher Maler
- 1904: Friedrich von Hefner-Alteneck, deutscher Konstrukteur, Elektrotechniker und Ingenieur
- 1905: Paul Cérésole, Schweizer Politiker und Bundesrat
- 1911: Rudolf Bullerjahn, deutscher Musiker
- 1918: Julius Wellhausen, deutscher Theologe

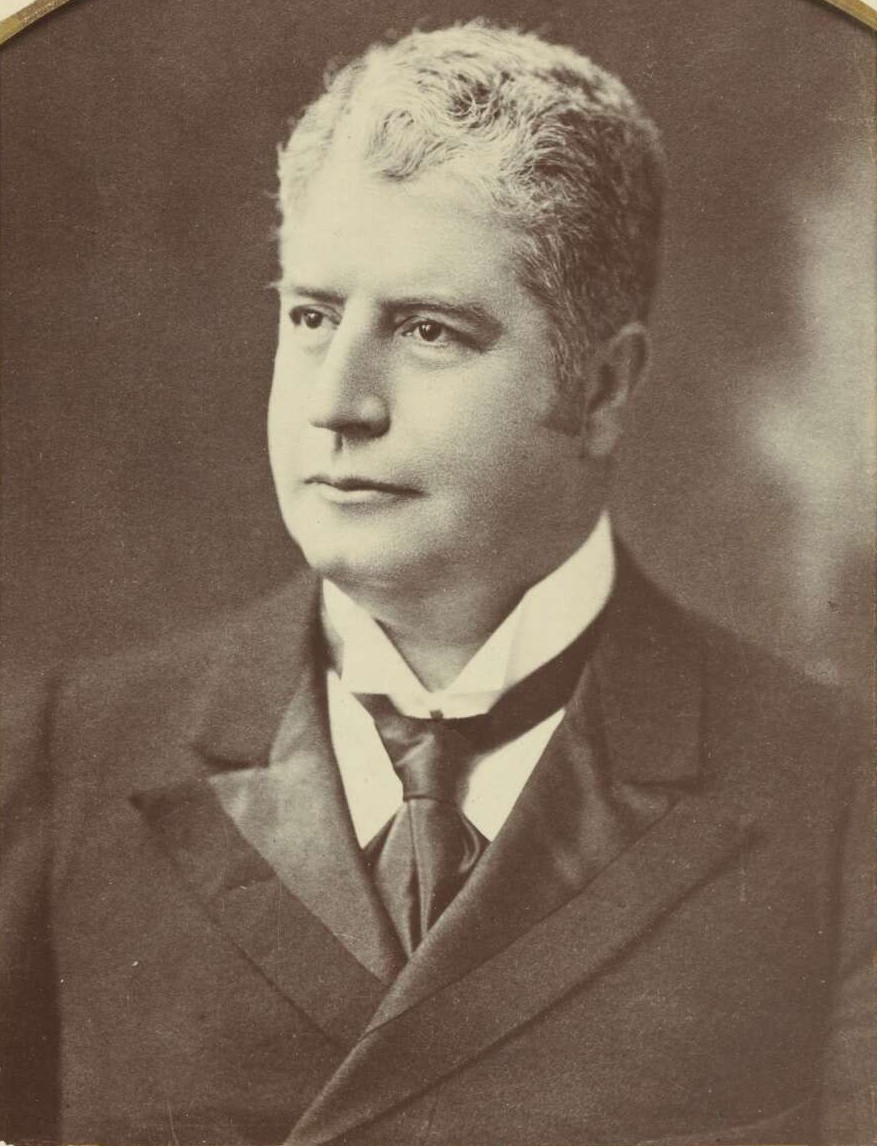
Edmund Barton († 1920)

- 1920: Edmund Barton, australischer Politiker und Premierminister
- 1920: Smith Newell Penfield, US-amerikanischer Komponist
- 1921: Johann Hinrich Köser, deutscher Unternehmer
- 1922: Antonio Scontrino, italienischer Komponist
- 1926: Paul Cassirer, deutscher Verleger und Galerist
- 1929: Amédée Dutacq, französischer Komponist
- 1929: Eugenio Kardinal Tosi, italienischer Geistlicher, Erzbischof von Mailand
- 1930: Jacob B. Bull, norwegischer Autor
- 1932: André Maginot, französischer Politiker
- 1939: Jupp Wiertz, deutscher Gebrauchsgrafiker und Plakatkünstler
- 1942: Alfred Johan Asikainen, finnischer Ringer
- 1943: Leopold Freund, österreichischer Röntgenologe

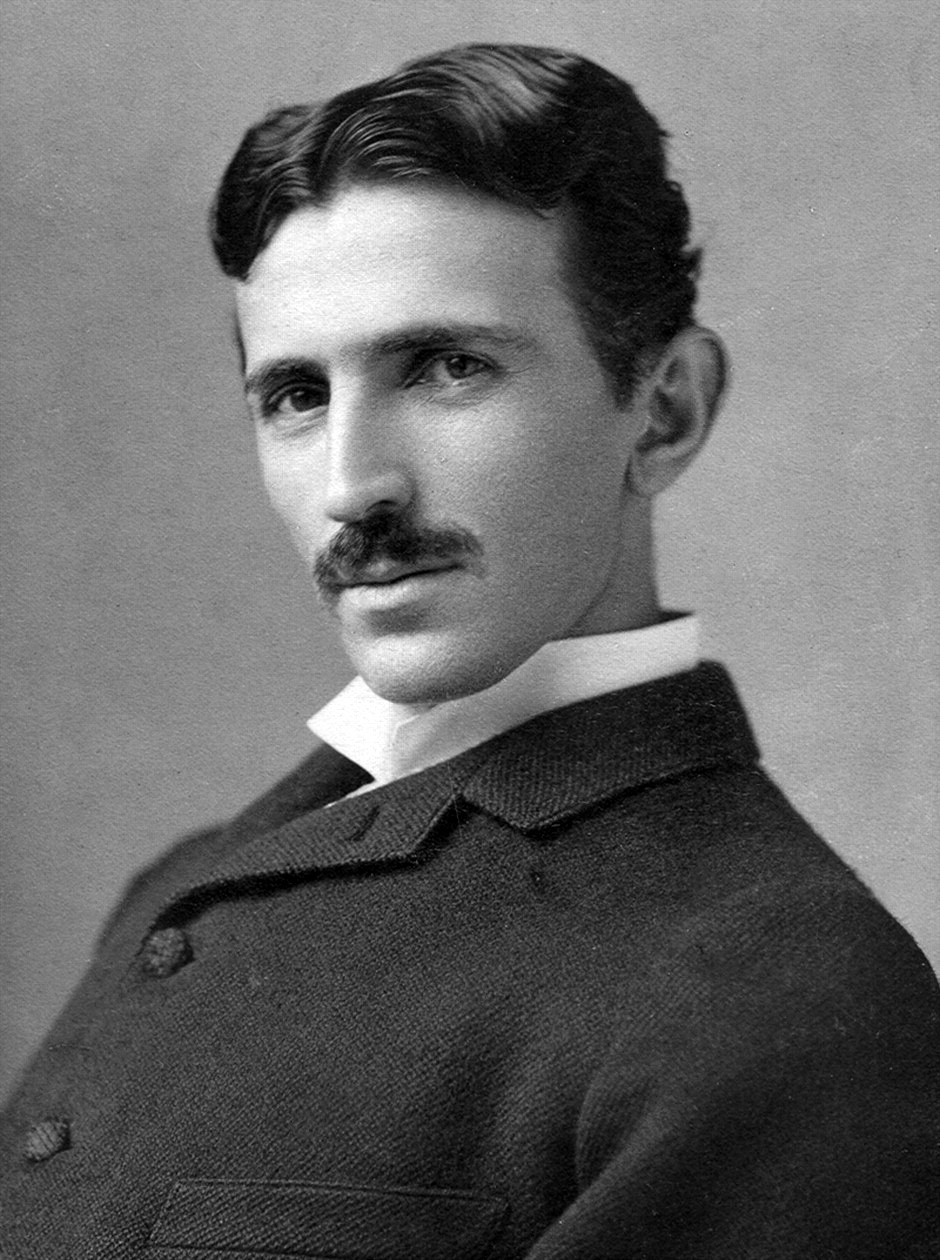
Nikola Tesla († 1943)

- 1943: Nikola Tesla, US-amerikanischer Physiker, Elektroingenieur und Erfinder serbischer Herkunft
- 1944: Louise Henry Hoover, First Lady der Vereinigten Staaten
- 1944: Otto Salzer, deutscher Mechaniker und Automobilrennfahrer
- 1944: Erwin Schloss, deutscher evangelischer Geistlicher
- 1945: Alexander Stirling Calder, US-amerikanischer Bildhauer
- 1947: William Bowman, US-amerikanischer Fechter und Rechtsanwalt
- 1947: Johannes Wendland, preußischer evangelischer Geistlicher und Hochschullehrer
- 1949: José Ramos Preto, portugiesischer Jurist und Politiker, Ministerpräsident

#### 1951–2000
- 1953: Albert Broschek, deutscher Automobilrennfahrer und Verleger
- 1954ː Marfa Semjonowna Krjukowa, russische bzw. sowjetische Erzählerin und Sängerin
- 1954: Paul von Schoenaich, deutscher Generalmajor später Pazifist
- 1955: Samuel John Birch, britischer Maler
- 1956: Friedrich Hermann Ernst Schneidler, deutscher Schriftentwerfer, Lehrer und Kalligraph
- 1957: Jože Plečnik, slowenischer Architekt
- 1958: Goffredo Zehender, italienischer Automobilrennfahrer
- 1960: Hans Bellée, deutscher Archivar und Historiker
- 1963: Christian Louboutin, französischer Schuh- und Taschendesigner
- 1964: Cyril Davies, britischer Musiker
- 1964: Colin McPhee, kanadischer Komponist
- 1964: Reg Parnell, britischer Automobilrennfahrer
- 1964: Ingeborg Steffensen, dänische Opernsängerin (Mezzosopran)
- 1965: Henry S. Johnston, US-amerikanischer Politiker
- 1966: Agnes Asche, deutsche Sozialistin und Widerstandskämpferin
- 1966: Hans Kellerhals, Schweizer Justizvollzugsbeamter
- 1968: George Constantine, US-amerikanischer Automobilrennfahrer
- 1968: James Leonard Brierley Smith, südafrikanischer Zoologe
- 1971: Bruno Adriani, deutsch-US-amerikanischer Jurist, Kunsthistoriker und Mäzen
- 1972: Paul Humbert, Schweizer evangelischer Theologe, Hochschullehrer und Bibliothekar
- 1972: Jacob Mangers, luxemburgischer Geistlicher, Bischof und Oberhirte der katholischen Kirche in Norwegen
- 1974: Elsbeth Gropp, deutsche Fotografin
- 1974: Otto Koehler, deutscher Zoologe und Ethologe
- 1975: Fritz Erpenbeck, deutscher Schriftsteller, Publizist und Schauspieler
- 1977: Susan Miller Rambo, US-amerikanische Mathematikerin und Hochschullehrerin
- 1978: Alfred von Beckerath, deutscher Komponist und Dirigent
- 1979: Zbigniew Turski, polnischer Komponist und Dirigent
- 1980: Larry Williams, US-amerikanischer Musiker
- 1981: José Ardévol, kubanischer Komponist
- 1982: Harry Jerome, kanadischer Leichtathlet
- 1984: Alfred Kastler, französischer Physiker
- 1984: Max Riemelt, deutscher Schauspieler
- 1985: Wladimir Konstantinowitsch Kokkinaki, sowjetischer Testpilot
- 1985: Johannes Ludwig, deutscher Fußballspieler
- 1985: Alfons Stemmer, deutscher Fußballspieler
- 1986: Juan Rulfo, mexikanischer Schriftsteller
- 1987: Marion Blackwell, US-amerikanische Dominikanerschwester, Komponistin und Musikpädagogin
- 1987: Ferdinand Friedensbacher, österreichischer Skirennläufer und Skispringer
- 1988: Michel Auclair, französischer Schauspieler
- 1988: Trevor Howard, britischer Schauspieler
- 1988: Paul Mercey, schweizerisch-französischer Schauspieler
- 1988; Milan Srdoč, jugoslawischer Schauspieler
- 1989: John Frank Adams, englischer Mathematiker

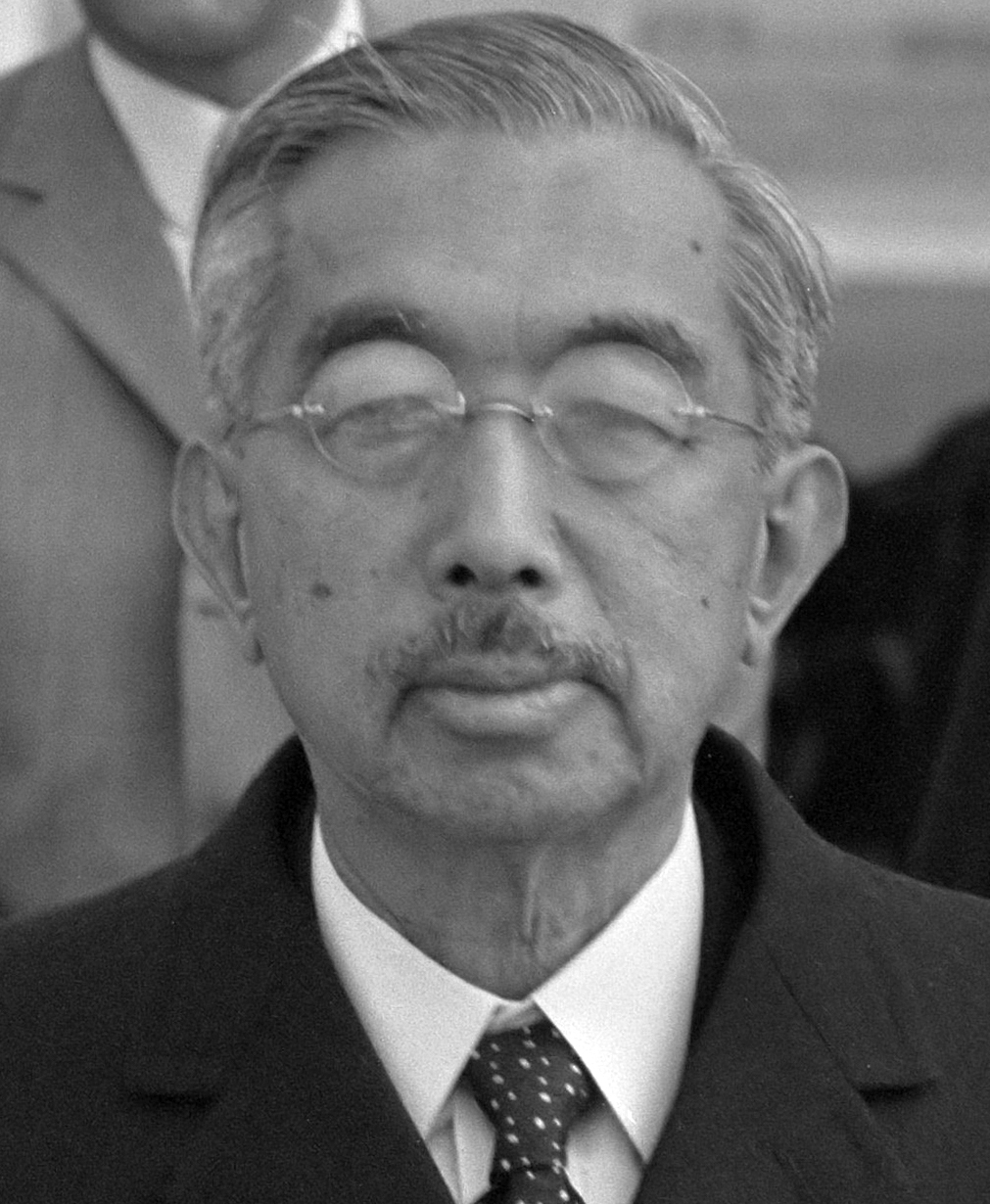
Hirohito († 1989)

- 1989: Hirohito, japanischer Kaiser
- 1990: Bronko Nagurski, kanadischer American-Football-Spieler
- 1991: Henri Louveau, französischer Rennfahrer
- 1994: Vittorio Mezzogiorno, italienischer Schauspieler
- 1994: Øistein Sommerfeldt, norwegischer Komponist, Pianist, Musikkritiker und Schriftsteller
- 1995: Harry Golombek, britischer Schachspieler
- 1996: William H. Clothier, US-amerikanischer Kameramann
- 1996: John A. Gronouski, US-amerikanischer Politiker
- 1996: Max Wiener, österreichischer Motorradrennfahrer
- 1997: Carl Jacob Jucker, Schweizer Industriedesigner und Silberschmied
- 1998: Richard Hamming, US-amerikanischer Mathematiker
- 1998: Vladimir Prelog, bosnisch-kroatischer Chemiker

### 21. Jahrhundert
- 2000: Klaus Wennemann, deutscher Schauspieler
- 2002: Geoffrey Crossley, britischer Automobilrennfahrer
- 2003: Erich Beyreuther, deutscher lutherischer Theologe und Kirchenhistoriker
- 2003: František Kovaříček, tschechischer Komponist und Musikpädagoge
- 2003: Helmut Zenker, österreichischer Schriftsteller
- 2004: Karl Bock, deutscher Kinderkardiologe
- 2004: Ingrid Thulin, schwedische Schauspielerin
- 2005: Pierre Daninos, französischer Humorist und Schriftsteller
- 2005: Oury Jalloh, in Deutschland geduldet lebender Afrikaner
- 2005: Rosemary Kennedy, US-amerikanische Angehörige des Kennedy-Clans
- 2005: Lars-Erik Rosell, schwedischer Komponist

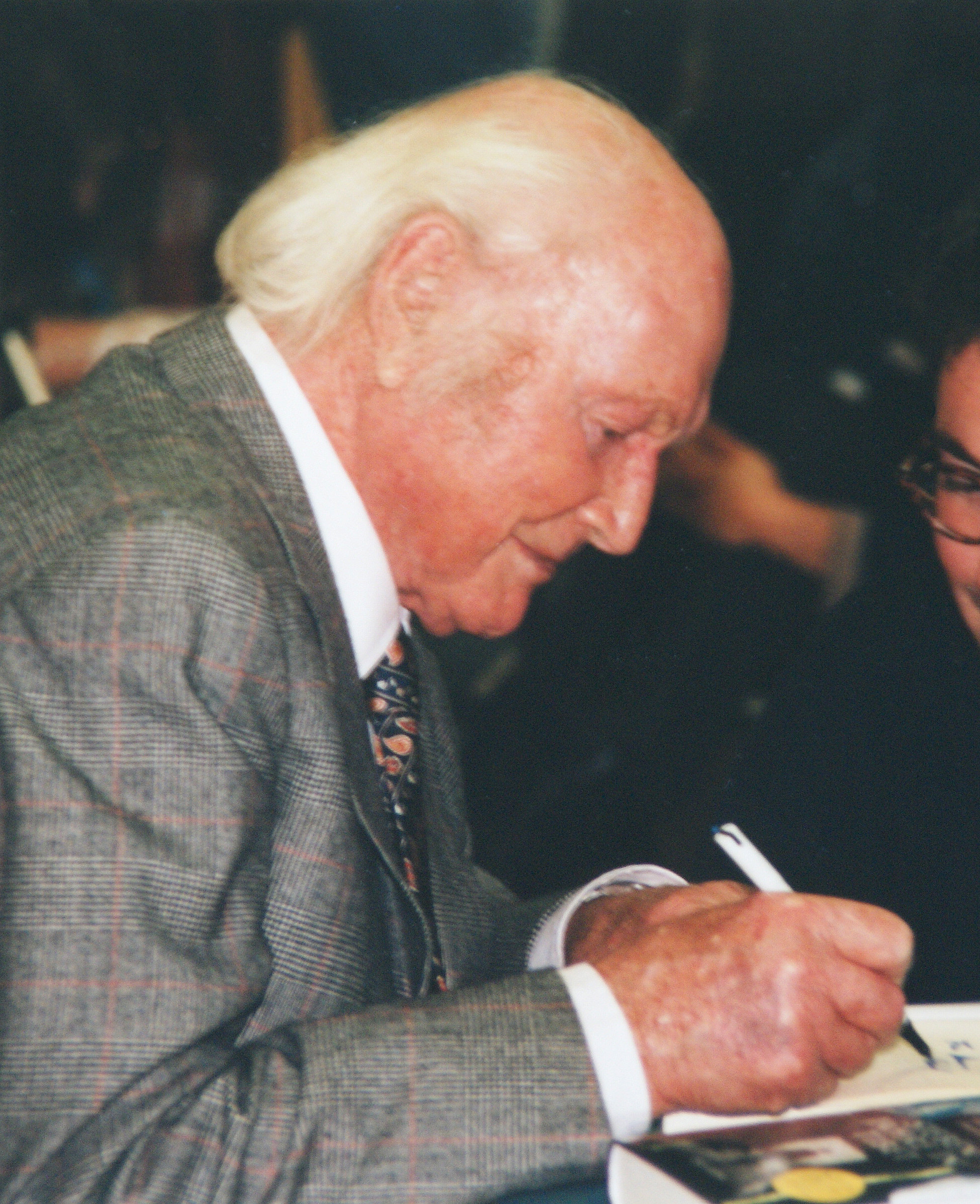
Heinrich Harrer († 2006)

- 2006: Heinrich Harrer, österreichischer Forscher, Bergsteiger und Autor
- 2007: Achim-Helge von Beust, deutscher Politiker
- 2008: Philip Agee, US-amerikanischer Geheimagent, Buchautor und Reiseunternehmer
- 2008: Detlef Kraus, deutscher Pianist
- 2008: Boris Lurie, US-amerikanischer Maler und Autor, Mitbegründer der NO!art-Bewegung
- 2008: Manfred Mautner Markhof jr., österreichischer Industrieller und Politiker
- 2010: Bruria Kaufman, israelische Physikerin
- 2010: Philippe Séguin, französischer Politiker
- 2011: Derek Gardner, britischer Automobildesigner
- 2011: Jo Jastram, deutscher Bildhauer
- 2011: Mick Werup, deutscher Schauspieler
- 2012: Hedy Salquin,  Schweizer Dirigentin, Pianistin, Malerin und Dichterin
- 2012: Herbert Wilf, US-amerikanischer Mathematiker
- 2015: Jean Cabut, französischer Cartoonist und Karikaturist
- 2015: Elsa Cayat, französische Psychoanalytikerin, Psychiaterin und Kolumnistin

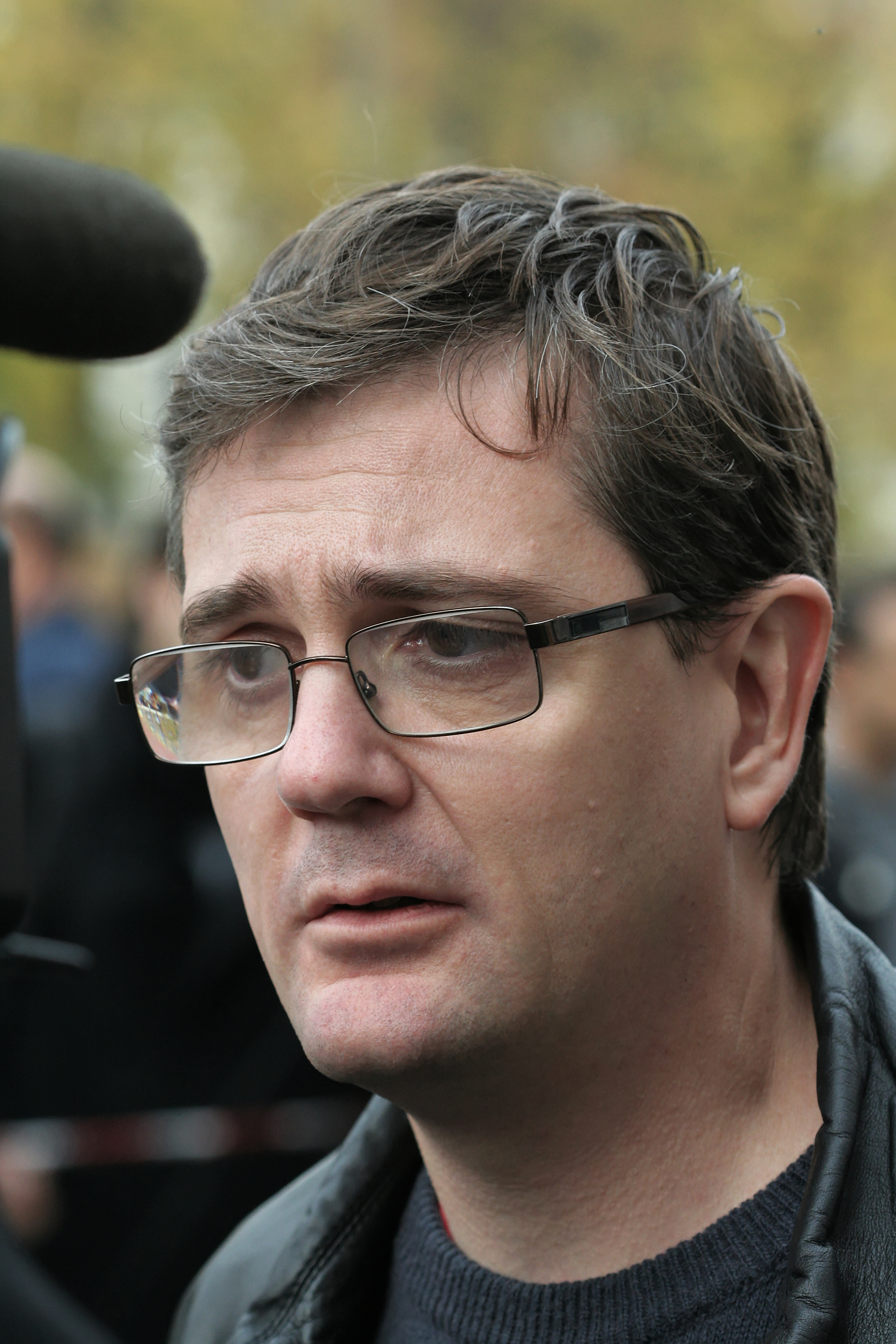
Stéphane Charbonnier († 2015)

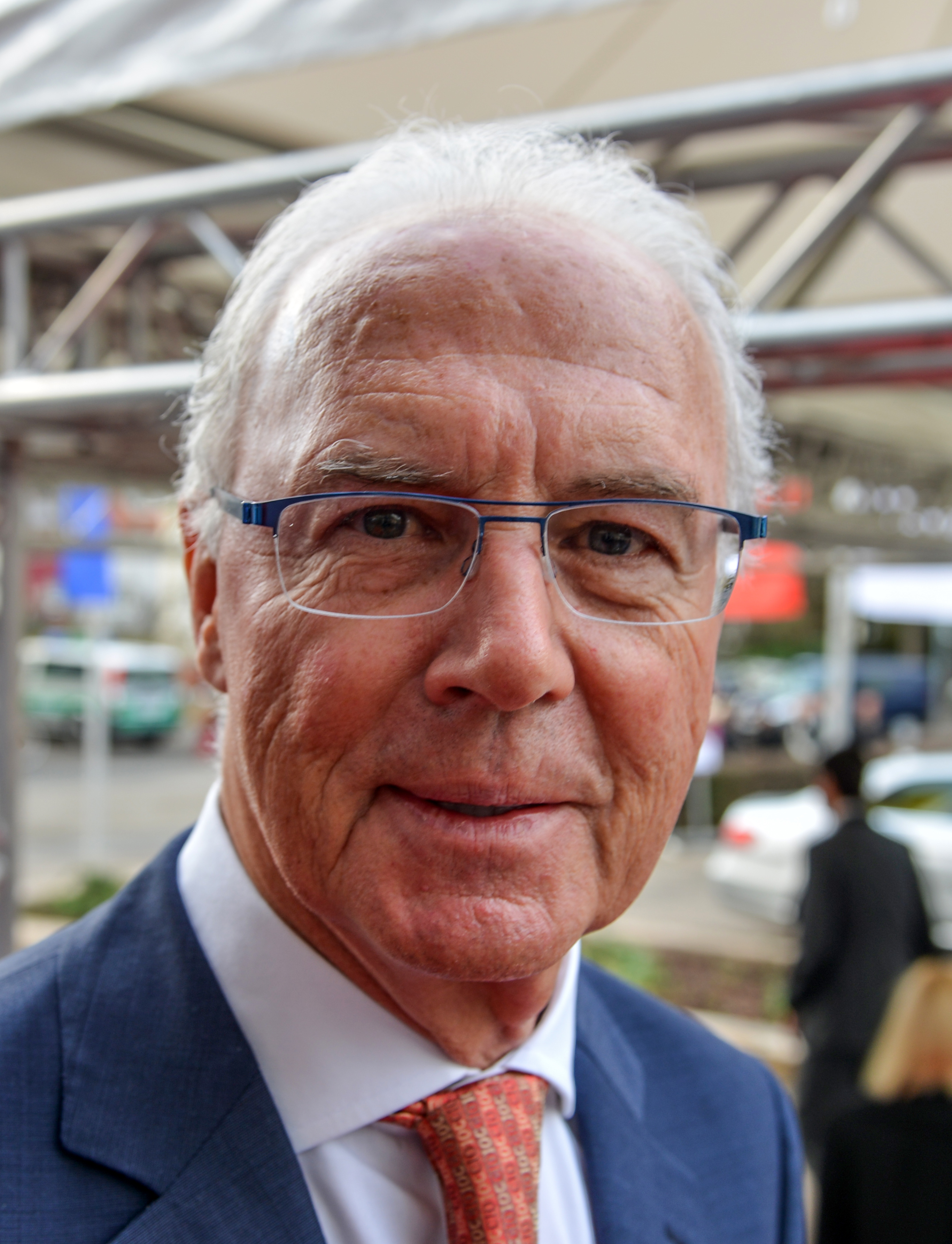
Franz Beckenbauer († 2024)

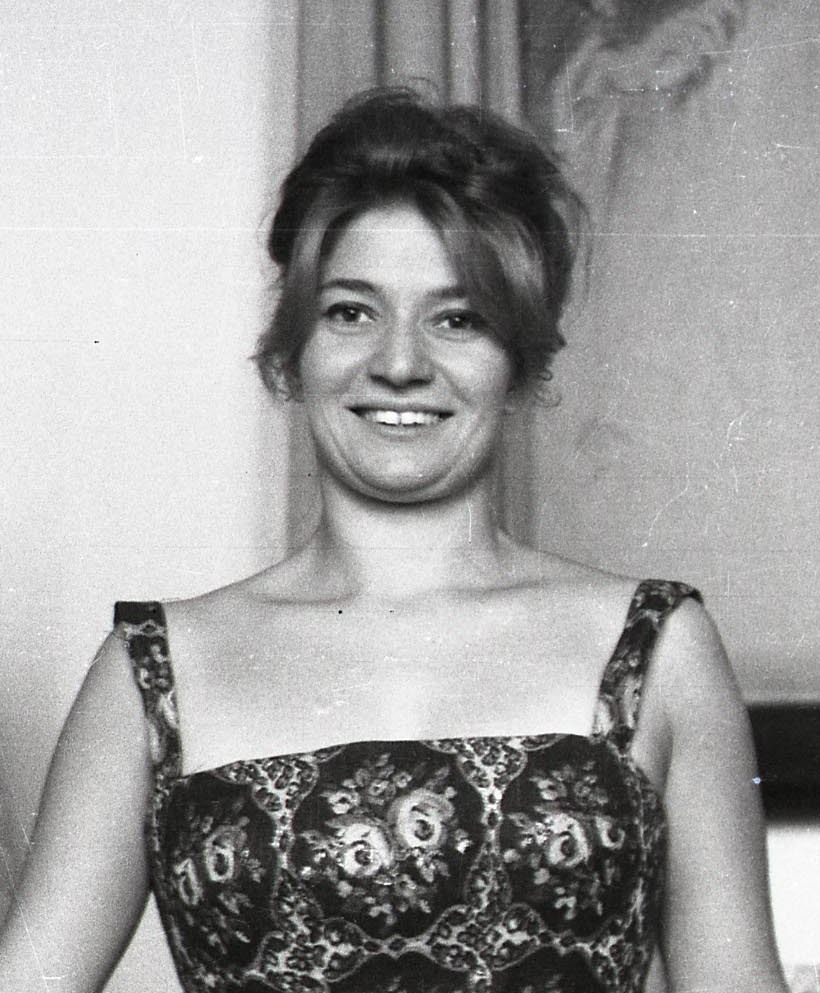
Ayla Erduran († 2025)

- 2015: Stéphane Charbonnier, französischer Zeichner und Journalist
- 2015: Tadeusz Konwicki, polnischer Schriftsteller und Filmregisseur
- 2015: Bernard Maris, französischer Wirtschaftswissenschaftler, Journalist, Autor und Hochschullehrer
- 2015: Jethro Pugh, US-amerikanischer American-Football-Spieler und Unternehmer
- 2015: Rod Taylor, australischer Schauspieler
- 2015: Bernard Verlhac, französischer Cartoonist
- 2015: Georges Wolinski, französischer Karikaturist
- 2016: André Courrèges, französischer Designer
- 2016: Hansrudi Wäscher, deutscher Comiczeichner und -autor
- 2016: Valerio Zanone, italienischer Politiker und Minister
- 2017: Lelio Lagorio, italienischer Politiker
- 2017: Mário Soares, portugiesischer Politiker, Premierminister und Staatspräsident
- 2018: France Gall, französische Sängerin
- 2018: Peter Sutherland, irischer Politiker
- 2018: Bjørg Vik, norwegische Schriftstellerin
- 2019: Mosche Arens, israelischer Politiker und Minister
- 2019: John Joubert, britischer Komponist südafrikanischer Herkunft
- 2020: Neil Peart, kanadischer Schlagzeuger
- 2021: Michael Apted, britischer Regisseur
- 2021: Elanga Buala, papua-neuguineische Leichtathletin
- 2021: Thomas Gumpert, deutscher Schauspieler
- 2021: Marion Ramsey, US-amerikanische Schauspielerin
- 2022: Edward Bozek, US-amerikanischer Fechter
- 2023: Modeste M’Bami, kamerunischer Fußballspieler
- 2023: Walter Intemann, österreichischer Politiker
- 2024: Franz Beckenbauer, deutscher Fußballspieler
- 2024: Tony Clarkin, britischer Gitarrist
- 2024ː Sigrid Schaller, deutsche Architektin
- 2025ː Ayla Erduran, türkische Violonistin und Hochschullehrerin
- 2025ː Petja Pendarewa, bulgarische Sprinterin

## Feier- und Gedenktage
- Kirchliche Gedenktage
  - Hl. Valentin von Rätien, Bischof von Passau (katholisch, orthodox)
  - Hl. Märtyrer der heiligen Bücher, numidische Blutzeugen (evangelisch, der katholische Gedenktag ist am 11. Februar)
  - Jakob Andreae, deutscher Theologe und Reformator (evangelisch)
  - Hl. Lukian von Antiochia, Priester, Theologe und Märtyrer (katholisch)
  - Hl. Knud Lavard, Herzog von Dänemark und Schleswig und Märtyrer (katholisch)
  - Hl. Raimund von Penyafort, Kirchenrechtler, Ordensgründer und Schutzpatron (katholisch)
  - Weihnachtsfest (orthodox nach dem julianischen Kalender)
- Namenstage
  - Knut, Raimund, Reinhold, Sigrid, Valentin, Virginia
- Staatliche Feier- und Gedenktage
  - Kambodscha: Tag des Sieges (1979)

Weitere Einträge enthält die Liste von Gedenk- und Aktionstagen.